# 우주
우주(宇宙, 영어: Universe)는 행성들, 별들, 은하들 및 기타 모든 형태의 물질과 에너지를 포함하여 모든 공간과 시간 및 그 내용물이다. 대폭발(빅뱅) 이론은 우주의 발달에 대한 지배적인 우주론적 기술이다. 이 이론에 따르면, 공간과 시간은 137.87 ± 0.20억년 전에 함께 생겨났고, 또한 우주는 대폭발(빅뱅) 이후 계속 팽창해 왔다. 전체 우주의 공간적 크기는 알 수 없지만, 관측 가능한 우주의 크기를 측정하는 것은 가능하며, 그것은 오늘날에는 직경이 대략 1조 광년이다.
우주의 초기 우주론적 모형들은 중 일부는 고대 그리스인과 인도 철학자들에 의해 개발되었으며 또한 지구를 중심에 두는 지구중심적이었다. 수세기들에 걸쳐, 보다 정확한 천문 관측들은 니콜라우스 코페르니쿠스가 태양이 태양계의 중심에 있는 태양 중심적 모형을 개발하도록 이끌었다. 만유인력의 법칙을 개발하면서, 아이작 뉴턴은 코페르니쿠스의 연구뿐만 아니라 요하네스 케플러의 행성의 운동 법칙과 티코 브라헤의 관측들을 기반으로 했다.
추가적인 관측적 개선들로 인해 태양은 우리은하에 있는 수천억 개의 별들 중 하나이며, 그것은 관측가능한 우주에서 수천억 개의 은하들 중 하나라는 사실이 밝혀졌다. 은하의 많은 별들은 행성들을 가지고 있다. 또한, 현재 관측된 바로는 관측 가능한 우주의 대부분의 별들은 쌍성을 이루고 있으며, 이런 점에서 태양은 특별한 존재이다. 가장 큰 규모에서는, 은하들은 균일하게 분포되어 있으며 또한 모든 방향으로도 같으며, 이는 우주가 가장자리도 중심도 없다는 것을 의미한다. 더 작은 규모에서는, 은하단들과 공간에 거대한 필라멘트와 거시공동을 형성하는 초은하단들으로 분포되어, 한 거대한 거품 같은 구조를 형성한다. 20세기 초의 발견들은 우주에 한 시작이 있었고 그 이후로 우주가 증가하는 속도로 공간이 팽창해 왔음을 시사했다.
대폭발 이론(빅뱅 이론)에 따르면, 처음에 존재하는 에너지와 물질은 우주가 팽창함에 따라 밀도가 낮아졌다. 약 10-32초에 급팽창 시대라고 불리는 초기 가속 팽창, 그리고 알려진 네 가지 기본 힘의 분리 이후, 우주는 점차 냉각되고 계속 팽창하여, 최초의 아원자 입자들과 단순한 원자들이 형성되었다. 암흑물질이 점차 모여서, 중력의 영향아래 필라멘트들과 거시공동들의 한 거품-같은 구조를 형성했다. 수소와 헬륨으로 이루어진 거대한 구름들은 점차 암흑 물질이 가장 고밀도인 장소들로 끌려가면서, 오늘날 볼 수 있는 최초의 은하들, 별들, 그리고 다른 모든 것들을 형성했다.
은하들의 운동을 연구한 결과, 우주는 보이는 물체가 설명하는 것보다 훨씬 더 많은 물질을 포함하어 있다는 것이 발견되었다; 별들, 은하들, 성운들 및 성간 가스. 이 보이지 않는 물질은 암흑 물질로서 알려져 있다. (암흑은 그것이 존재한다는 강력한 정황증거가 광범위하게 있지만, 우리는 아직 그것을 직접적으로 발견하지 못했다는 것을 의미힌다.) ΛCDM 모형은 가장 널리 받아들여지는 우주의 모형이다. 그것은 우주의 질량과 에너지의 약 69.2% ± 1.2%는 우주 팽창의 가속을 담당하는 암흑 에너지이고, 또한 약 25.8% ± 1.1%는 암흑물질임을 시사한다. 일반('중입자') 물질은 따라서 물리적 우주의 4.84% ± 0.1%에 불과하다. 별, 행성 및 가시적인 가스 구름은 일반 물질의 약 6%만을 형성한다.
우주의 궁극적 운명과 또한 대폭발(빅뱅) 이전에는. 어떤 것이 있었다면,  무엇이 있었는지에 대한 많은 경쟁적인 가설들이 있는 반면, 다른 물리학자들과 철학자들은 이전 상태에 대한 정보에 언제 접근할 수 있을지 의심하며 추측하기를 거부한다. 일부 물리학자들은  다양한 다중 우주 가설들을 제안하는데, 거기서는 우리 우주가 비슷하게 존재하는 많은 우주들 중 하나일 수 있다.

## 정의
물리적 우주는 모든 공간과 시간(총칭하여 시공간으로 지칭되는)과 그 내용으로 정의된다. 이러한 내용물들은 다양한 형태들의 에너지로 구성되는데, 그것들은 전자기복사 및 물질, 따라서 행성들, 위성들, 별들, 은하들 및 은하간 공간(intergalactic space)의 내용물들을 포함한다. 우주는 또한 보존 법칙, 고전역학, 상대성 이론과 같이 에너지와 물질에 영향을 미치는 물리 법칙들을 포함한다.
우주는 종종 "존재의 총체" 또는 존재하는 전부, 존재한 모든 것, 그리고 존재할 모든 것으로 정의된다. 사실, 일부 철학자들과 과학자들은 우주의 정의에 아이디어와 추상적인 개념들―수학과 논리와 같은―을 포함하는 것을 지지한다. 우주라는 단어는 또한 코스모스, 세계 및 자연과 같은 개념들을 가리키도 한다.

## 어원
우주(universe)라는 단어는 고대 프랑스어 univers에서 파생되었으며, 이는 차례로 라틴어 universum에서 파생되었다. 라틴어 단어는 카케로와 이후의 라틴어 작가들이 현대 영어 단어와 동일한 의미로 사용했다.

### 동의어들
피타고라스 이후로 고대 그리스 철학자들 사이에서 우주에 대한 용어는 모든 물질과 모든 공간으로 정의된 τὸ πᾶν(tò pân) '모든 것'과 τὸ ὅλον(tò hólon) '모든 것'으로, 반드시 빈 공간(void)을 포함하지는 않았다. 또 다른 동의어는 '세계, 코스모스'를 의미하는 ὁ κόσμος(ho kósmos)였다. 동의어는 라틴어 저자들(totum, mundus, natura)에서도 발견되며 현대 언어(예: 독일어 단어 Das All, Weltall 및 우주에 대한 Natur)에도 존재한다. 전부(만물의 이론에서와 같이), 코스모스(우주론에서와 같이), 세계(다세계 해석에서와 같이) 및 자연(자연 법칙 또는 자연 철학에서와 같이)과 같은 동일한 동의어들이 영어에서 발견된다.

## 연대기 및 대 폭발(빅뱅)
우주의 진화에 대한 지배적인 모형은 대폭발(빅뱅) 이론이다. 대폭발 모형은 우주의 초기 상태가 극도로 뜨겁고 고밀도인 상태였으며, 또한 우주는 이후 팽창했고 또한 냉각되었다고 진술한다. 이 모형은 일반 상대성이론과 공간의 균질성 및 등방성과 같은 단순화한 가정을 기반으로 한다. ΛCDM 모형으로 알려진, 우주상수(람다)와 차가운 암흑물질이 있는 모형 버전은 우주에 대한 다양한 관측들을 합리적으로 잘 설명하는 가장 단순한 모형이다. 대폭발 모형은 거리와 상관관계와 은하들의 적색편이, 헬륨에 대한 수소 원자들 수의 비율, 및 마이크로파 복사 배경과 같은 관측들을 설명한다.

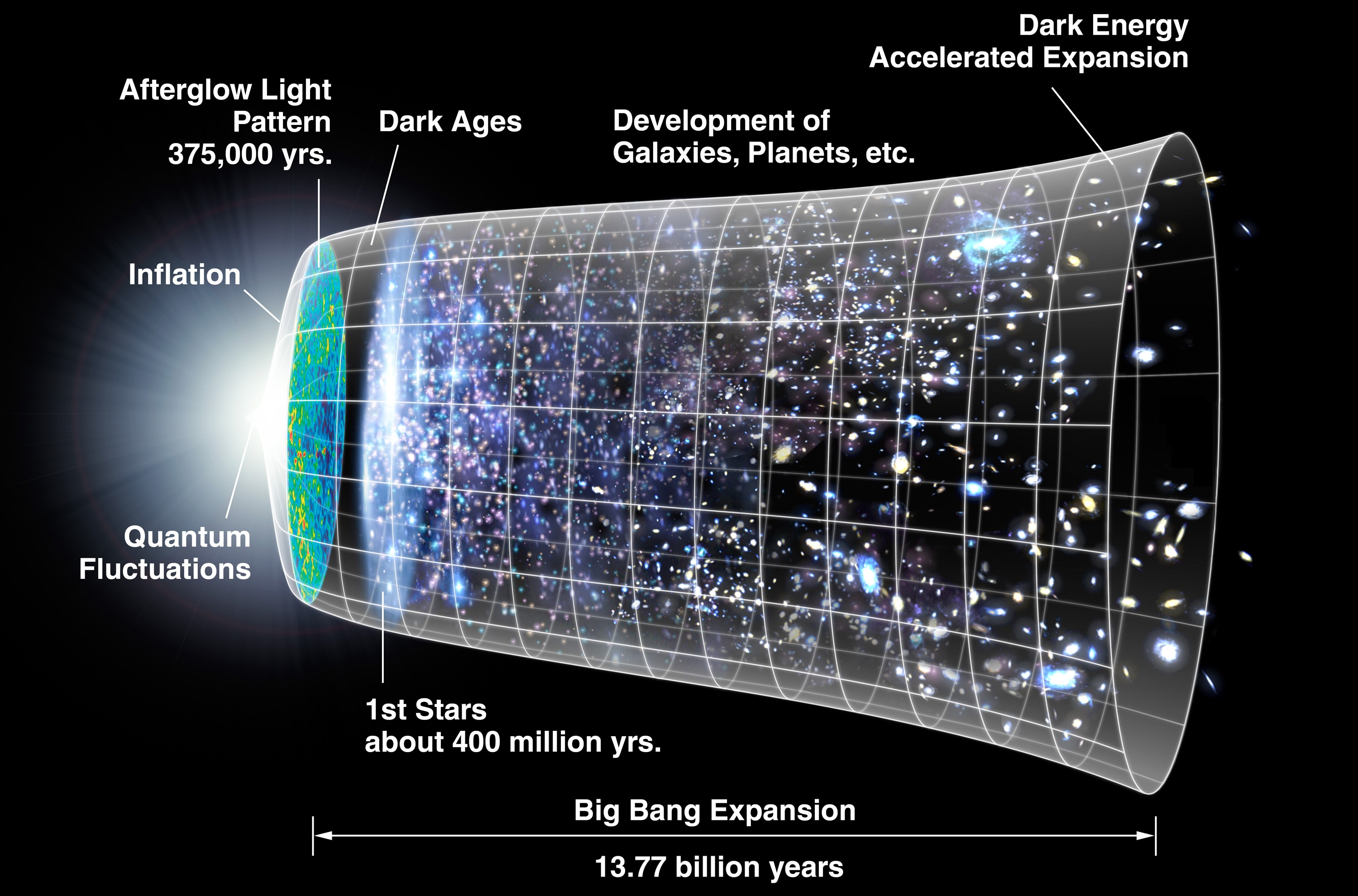
이 도해의 다이어그램에서, 시간은 왼쪽에서 오른쪽으로 흐르며, 우주는 주어진 시간에 원반 모양의 '슬라이스'로 표시된다. 시간과 크기는 축척되지 않는다. 초기 단계를 잘 보이게 하기 위해 잔광 단계(실제로는 처음 0.003%)까지의 시간이 늘려졌고 그 이후의 팽창(실제로는 현재까지의 1,100배)은 크게 억제되었다.

초기의 뜨겁고 고밀도인 상태를 플랑크 시대라고 불리는데, 이 시기는 0시부터 대략 10-43초의 플랑크 시간 단위로 이루어진 짧은 기간이다. 모든 유형들의 물질과 모든 유형들의 에너지가 한 고밀도인 상태로 집중되었으며, 또한 중력―현재 알려진 네 가지 힘들 중 가장 약한―은 다른 기본 힘만큼 강했으며, 또한 모든 힘은 통일되었던 것으로 믿어진다. 이 초기를 지배하는 물리학은 (플랑크 시대의 양자 중력을 포함하여) 이해되지 않았기 때문에, 우리는 영시 이전에 어떤 일이 일어났는지 말할 수 없다. 플랑크 시대 이후로, 우주는 현재의 규모로 팽창해 왔으며, 처음 10-32초 이내에 발생한 것으로 추정되는 매우 짧지만 강렬한 우주 급팽창 기간이 함께 한다. 이것은 오늘날 우리 주변에서 볼 수 있는 것과는 다른 종류의 팽창이었다. 공간의 객체는 물리적으로 이동하지 않고 대신 공간을 정의하는 '거리 함수'가 변경되었다 시공간의 물체는 빛의 속도보다 빠르게 움직일 수 없지만, 이 제한은 시공간 자체를 지배하는 거리 함수에는 적용되지 않는다. 이 급팽창의 초기 기간은 왜 우주가 매우 평평하게 보이고, 또한 우주 시작 이후 빛이 여행할 수 있는 것보다 훨씬 더 커진 이유를 설명하려고 했다.
우주 존재의 몇분의 1초 안에, 네 가지 기본 힘들은 분리되었다. 우주가 상상할 수 없을 정도로 뜨거운 상태로부터 계속 냉각함에 따라, 쿼크시대, 강입자시대(hadron epoch) 및 렙톤시대(lepton epoch)로 알려진 다양한 유형의 아원자 입자들은 짧은 시간 내에 형성될 수 있었다. 함께, 이 시대들은 대폭발 이후 10초 미만의 시간을 포함한다. 이러한 기본 입자들은 안정한 양성자들과 중성자들을 포함하여, 훨씬 더 큰 조합으로 안정적으로 결합되었고, 그것들은 핵융합을 통해 더 복잡한 원자핵을 형성했다. 이 과정은, 대폭발 핵합성으로 알려졌는데, 단지 약 17분 동안만 지속되었고 또한 대폭발 후 약 20분 동안 종료되었으므로, 가장 빠르고 간단한 반응들만 발생했다. 우주에 있는 양성자와 모든 중성자의 약 25%가, 질량 기준으로, 소량의 중수소(수소의 한 형태)와 미량의 리튬과 함께 헬륨으로 변환되었다. 어떤 다른 모든 원소는 매우 적은 양만 형성되었다. 다른 75%의 양성자는 영향을 받지 않고 수소 핵들로 남아 있다.:27-42
핵합성이 끝난 후 우주는 광자시대(photon epoch)로 알려진 시기에 들어섰다. 이 기간 동안에는, 우주는 여전히 물질이 중성 원자들을 형성하기에는 너무 뜨거워서, 그것은 음전하를 띤 전자들, 중성의 중성미자들 및 양의 핵들로 구성된 한 뜨겁고, 고밀도인, 안개가 자욱한 플라즈마를 포함하고 있었다. 약 377,000년 후, 우주는 전자들과 핵들이 최초의 안정한 원자들을 형성할 수 있을 만큼 충분히 냉각되었다. 이것은 역사적 이유로 재결합으로 알려져 있다; 사실 전자들과 핵들은 처음으로 결합하고 있었다. 플라즈마와 달리, 중성 원자들은 많은 파장의 빛에 투명하므로, 처음으로 우주도 투명해졌다. 이러한 원자가 형성될 때 방출된("디커플링된") 그 광자들은 오늘날에도 여전히 볼 수 있다; 그들은 우주 마이크로파 배경(CMB)을 형성한다.:15-27
우주가 팽창함에 따라, 광자의 에너지는 파장에 따라 감소하기 때문에 전자기 복사의 에너지 밀도는 물질의 에너지 밀도보다 더 빠르게 감소한다. 약 47,000년경에, 물질의 에너지 밀도는 광자들과 중성미자들의 에너지 밀도보다 커져서 우주의 대규모 거동을 지배하기 시작했다. 이것은 복사-지배 시대의 끝과 물질-지배 시대의 시작을 나타냈다.
우주의 초기 단계들에서, 우주의 밀도 내의 작은 요동들은 암흑물질의 농축들을 점차 형성하기에 이르렀다. 중력에 의해 이것들에 끌어당겨지는, 일반 물질은 큰 가스 구름들을 형성하고 또한 결국에는, 암흑물질이 가장 밀도가 높은 곳에서, 별들과 은하들을 형성하고, 또한 가장 밀도가 낮은 곳에서 거시공동들을 형성했다. 약 1억 ~ 3억 년 후에, 종족 III 별들로 알려진 최초의 별들이 형성되었다.:333 이것들은 아마도 매우 거대하고, 빛나고, 비금속성이며 또한 단명했을 것이다. 그들은 약 2억 ~ 5억 년에서 10억 년 사이에 우주의 점진적인 재이온화와 또한 항성 핵합성을 통해서 헬륨보다 무거운 원소들로 우주에 씨를 뿌리는 것을 담당했다. 우주는 또한 암흑 에너지라고 하는 신비한 에너지―아마도 스칼라장일 수도 있음―가 포함하고 있는데, 그 밀도는 시간이 지나도 변하지 않는다. 약 98억 년 후, 우주는 물질의 밀도가 암흑 에너지의 밀도보다 낮을 정도로 충분히 팽창하여, 현재의 암흑 에너지-지배시대의 시작을 나타냈다. 이 시대에는, 암흑 에너지로 인해 우주의 팽창은 가속화하고 있다.

## 물리적 특성들
네 가지 기본 상호 작용들 중 중력은 천문학적 길이 규모에서 지배적이다. 중력의 효과는 누적된다; 대조적으로, 양과 음 의 전하들의 효과는 서로 상쇄되는 경향이 있어서, 전자기학을 천문학적 길이 척도들에서는 상대적으로 중요하지 않게 만든다. 나머지 두 상호작용들, 즉 약한 핵력과 강한 핵력은 거리에 따라 매우 빠르게 감소한다; 그들의 효과들은 주로 아원자 길이 축척에 국한된다.:1470
우주에는 반물질보다 훨씬 더 많은 물질이 있는 것으로 보이며, 이는 아마도 CP 위반과 관련된 어떤 비대칭일 수 있다. 물질과 반물질 사이의 불균형은 오늘날 존재하는 모든 물질의 존재에 부분적으로 책임이 있는데, 그것은 물질과 반물질이, 만일 대폭발(빅뱅)에서 동등하게 생성되었다면, 서로를 완전히 소멸시키고 그것들의 상호 작용의 결과로 광자들만을 남겼을 것이기 때문이다. 우주는 또한 순 운동량이나 각운동량을 갖고 있지 않은 것으로 보이며, 그것은 만일 그 우주가 유한하다면 허용되는 물리 법칙들을 따른다. 이 법칙들은 가우스의 법칙과 응력-에너지-운동량 유사텐서(stress–energy–momentum pseudotensor)의 비발산이다.

### 크기 및 영역들

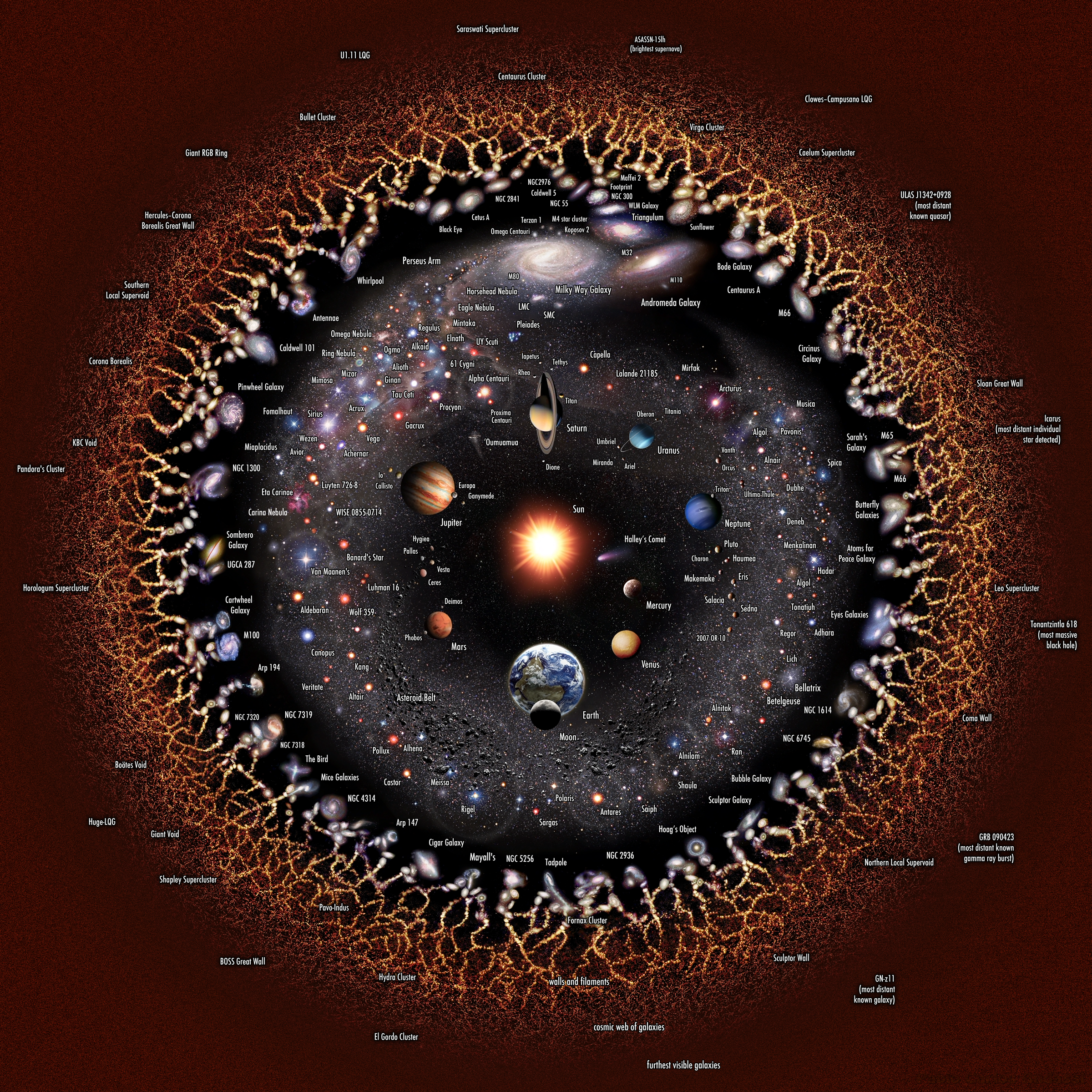
지구에서 방송되는 텔레비전 신호는 이 이미지의 가장자리에 결코 도달하지 않을 것이다.

일반 상대성이론에 따르면, 공간의 먼 영역들은 유한한 빛의 속도와 지속적인 우주팽창으로 인해 우주의 일생 동안에도 우리와 결코 상호 작용하지 않을 수 있다. 예를 들어, 지구에서 보낸 무선 메시지는 우주가 영원히 존재하더라도 우주의 일부 영역에 결코 도달하지 못할 수 있다: 공간은 빛이 횡단할 수 있는 것보다 더 빠르게 팽창할 수 있다.
망원경으로 관측할 수 있는 공간적 영역은 관측 가능한 우주라고 불리며, 그것은 관측자의 위치에 의존한다. 지구와 관측 가능한 우주의 가장자리 사이의 고유거리―현재를 포함하여, 특정 시각에 측정할 수 있는 거리―는 460억 광년(140억 파섹)이며, 그것은 관측 가능한 우주의 지름을 약 930억 광년(280억 파섹)으로 만든다. 관측 가능한 우주의 가장자리에서 빛이 이동한 거리는 우주의 나이 곱하기 빛의 속도인 138억 광년(4.2×109 파섹)에 매우 가깝지만, 그러나 관측 가능한 우주의 가장자리와 지구가 그 이후로 더 멀어졌기 때문에 이것이 주어진 시각에서의 거리를 나타내는 것은 아니다. 비교를 위해서, 전형적인 은하의 지름은 30,000광년(9,198 파섹)이고. 또한 두 개의 인접한 은하들 사이의 전형적인 거리는 300만 광년(9,198 파섹)이다. 예를 들어, 우리 은하의 지름은 대략 100,000-180,000 광년이고, 또한 우리 은하에 가장 가까운 자매 은하인 안드로메다 은하는 대략 250만 광년 떨어져 위치한다.
인간은 관측 가능한 우주의 가장자리 너머의 공간은 관찰할 수 없기 때문에, 전체 우주의 크기가 유한한지 무한한지는 알 수 없다.  추정치에 따르면, 전체 우주는, 만일 유한하다면, 한 허블 구보다 250배 이상 커야 한다. 우주의 전체 크기에 대한 일부 논쟁의 여지가 있는 추정치는, 만일 유한하다면, {\displaystyle 10^{10^{10^{122}}}}메가파섹만큼 높게 도달하며,  그것은 무경계 제안(No-Boundary Proposal)의 한 제시된 해상도에서 의해서 암시되어 있는 것과 같다.

### 나이 및 팽창
ΛCDM 모형이 옳다고 가정하면, 수많은 실험들에 의한 다양한 기법들을 사용하는매개변수들의 측정치들은, 2015년 기준, 우주의 나이의 한 최선의 값을 137.99 ± 0.21 억년으로 산출했다.

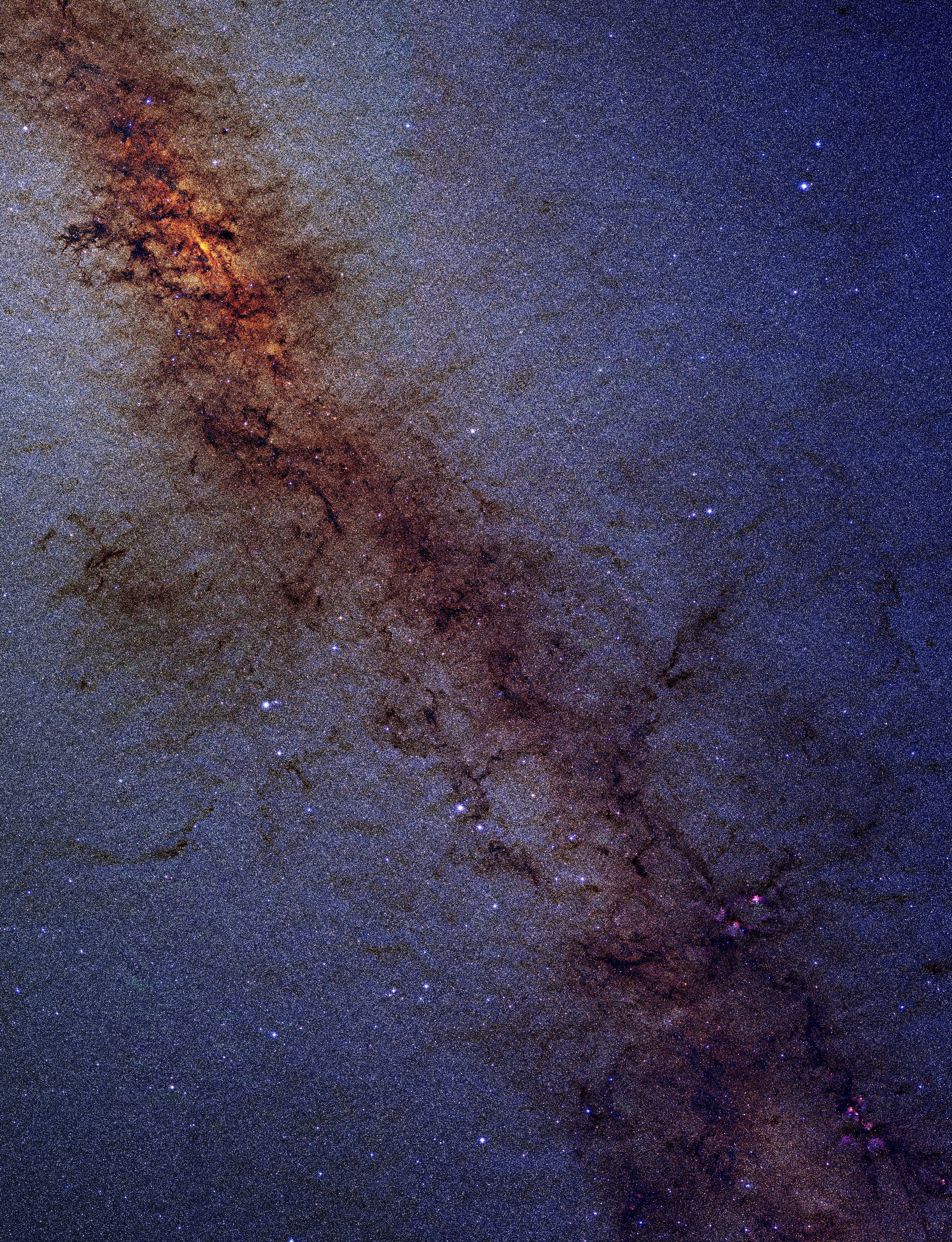
천문학자들은 우리 은하에서 거의 136억 년 된 별들을 발견했다.

시간이 지남에 따라, 우주와 그 내용물은 진화했다; 예를 들어, 퀘이사들과 은하들의 상대적인 개체수가 바뀌었고, 또한  공간 자체가 팽창했다. 이 팽창으로 인해서, 지구상의 과학자들은 300억 광년 떨어진 은하의 빛이 130억 년 동안만 이동했음에도 불구하고 그 빛을 관찰할 수 있다; 그들 사이의 바로 그 공간이 팽창했다. 이 팽창은 멀리 떨어진 은하에서 오는 빛이 적색편이되었다는 관찰과 일치한다; 방출된 광자는 이동하는 동안 더 긴 파장과 더 낮은 주파수로 늘어난다. Ia형 초신성에 대한 분석들은 공간적 팽창이 가속화되고 있음을 나타낸다.
우주에 물질이 많을수록, 물질의 상호 중력적 당김은 더 강해진다. 만일 우주가 너무 고밀하다면 그것은 중력 특이점으로 재붕괴할 것이다. 그렇지만, 만일 우주에 물질이 너무 적으면 자체-중력이 너무 약해서, 은하들이나 행성들과 같은 천문학적 구조들을 형성할 수 없다. 대폭발(빅뱅) 이후 우주는 단조함수적으로 팽창했다. 아마도 놀랍지 않게, 우리 우주는 단지 입방 미터당 약 5개의 양성자들에 해당하는 적절한 질량-에너지 밀도를 가지고 있으며, 이것은 우주가 지난 138억 년 동안 팽창할 수 있게 허용했고, 오늘날 관측되는 것 같은 우주를 형성할 시간을 주었다.
팽창 속도에 영향을 미치는 우주의 입자에 작용하는 역학적인 힘들이 있다. 1998년 이전에는, 우주 안의 중력 상호작용의 영향으로 시간이 지남에 따라 팽창률이 감소할 것으로 예상했다; 그리고 따라서 우주에는 감속 매개변수라고 불리는 추가적 관측 가능한 양이 있는데, 대부분의 우주론자들은 이 매개변수가 양수이고 또한 우주의 물질 밀도와 관련이 있을 것으로 예상했다. 1998년에, 감속 매개변수(deceleration parameter)는 두 개의 다른 그룹들에 의해 음의 값인 약 -0.55로 측정되었는데, 이것은 기술적으로 우주 척도인자의 2차 도함수 ä는 지난 50-60억 년 동안 양수였음을 시사한다.

### 시공간
현대 물리학은 사건들을 시공간으로 조직되는 것으로 간주한다. 이 아이디어는 특수 상대성이론에서 비롯되었는데, 이것은 만일 한 관측자가 동시에 다른 장소에서 일어나는 두 가지 사건을 본다면, 첫 번째 관측자에 상대적으로 움직이는 두 번째 관측자는 다른 시간에 일어나는 사건을 보게 될 것이라고 예측한다.:45–52 두 관측자들은 사건들 사이의 시간 {\displaystyle T}에 대해 동의하지 않을 것이며, 또한 사건들을 구분하는 거리 {\displaystyle D}에 대해 동의하지 않을 것이나, 빛의 속도 {\displaystyle c}에 대하여 동의하고, 또한 그들은 {\displaystyle c^{2}T^{2}-D^{2}} 조합에 대해 동일한 값을 측정할 것이다.:80 이 수량의 절대값의 제곱근을 두 사건들 사이의 간격이라고 불린다. 그 간격은 사건들이, 단지 공간이나 시간뿐만 아니라, 결합된 시공간 설정에서 얼마나 넓게 분리되어 있는지를 표현한다.:84,136}
특수 상대성이론은 중력을 설명할 수 없다. 그 후속인 일반 상대성이론은 시공간이 고정된 것이 아니라 동적인 것임을 인식함으로써 중력을 설명한다. 일반 상대성이론에서, 중력은 시공간의 곡률로 재해석된다. 궤도와 같은 한 곡선의 경로는 신체를 이상적인 직선 경로에서 벗어나게 하는 힘의 결과가 아니라, 오히려 다른 질량의 존재에 의해 그 자체가 휘어진 한 배경을 통해서 그 몸체가 자유롭게 낙하하려는 시도의 결과이다. 물리학자들 사이에서 속담이 된 존 아치볼드 휠러의 언급은 그 이론을 요약한다: "시공간은 물질이 어떻게 움직이는지 알려주고, 물질은 시공간이 어떻게 휘어지는지 알려주며." 또한 따라서 다른 것 없이 하나만을 고려하는 것은 의미가 없다. (뉴턴의 중력 이론은 중력 효과가 약하고 물체가 빛의 속도에 비해 느리게 움직이고 있을 때 일반 상대성이론의 예측들에의 한 좋은 근사치이다.:327) 물질 분포와 시공간 곡률 사이의 관계는 아인슈타인 방정식에 의해 제공되는데. 이것은 표현하기 위해 텐서 미적분학(tensor calculus)를 필요로 한다.:43 이러한 방정식들에 대한 해는 특수 상대성이론의 시공간인 민코프스키 시공간뿐만 아니라, 또한 블랙홀을 설명하는 슈바르츠실트 시공간; 팽창하는 우주를 설명하는 FLRW 시공간; 또한 그 이상도 포함한다.
우주는 3개의 공간 차원과 1개의 시간적(시간) 차원으로 구성된 매끄러운 시공간 연속체로 나타난다. 따라서, 물리적 우주의 시공간에서 한 사건은 4개의 좌표 집합으로 식별될 수 있다: (x, y, z, t). 평균적으로, 공간은 거의 평평한(곡률이 0에 가까운) 것으로 관찰되며, 이는 경험적으로 대부분의 우주는 유클리드 기하학을 통해 높은 정확도로 묘사될 수 있음을 의미한다. 시공간은 또한 한 단일 연결된 [[위상수학]을 것으로 보이는데. 적어도 관측 가능한 우주의 길이 척도에서 구체와 유사하지하다. 그렇지만, 현재의 관측들은 우주가 더 많은 차원을 갖고 있고(이는 끈 이론과 같은 이론에 의해 가정됨) 또한 그것의 시공간이, 2차원 공간의 원통형 또는 원환체 위상수학들 유사하게, 한 다중 연결된 대역적 위상수학를 가질 수 있다는 가능성들을 배제할 수 없다.

### 모양

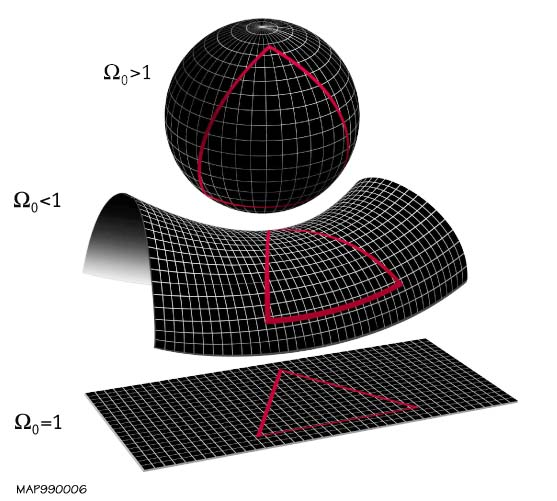
우주의 모양에 대한 세 가지 가능한 옵션

일반 상대성이론은 시공간이 질량과 에너지(중력)에 의해 어떻게 휘어지고 구부러지는지를 설명한다. 우주의 위상수학 또는 기하학에는 관측 가능한 우주의 국소적 기하학과 대역적 기하학이 모두 포함된다. 우주론자들은 종종 공변 좌표들이라고 불리는 시공간의 한 주어진 공간꼴space-like 조각을 가지고 작업한다. 관측될 수 있는 시공간의 단면은 후방 광추이며, 그것은  우주론적 지평선(cosmological horizon)의 범위를 정한다. 그 우주론적 지평선(입자 지평선 또는 빛의 지평선이라고도 불림)은 우주 시대에 입자들이 관측자에게 도달할 수 있는 최대 거리이다. 이 지평선은 우주의 관측 가능한 영역과 관측할 수 없는 영역 사이의 경계를 나타낸다. 우주론적 지평선의 존재, 속성, 중요성은 특정한 우주론적 모형에 의존한다.
우주 이론의 미래 진화를 결정하는 중요한 매개변수는 밀도 매개변수인 오메가(Ω)이며, 이것은 우주의 평균 물질 밀도를 해당 밀도의 임계값으로 나눈 값으로 정의된다. 이것은 Ω이 1과 같은지, 적은지, 큰지 여부에 따라 세 가지 가능한 기하학들 중 하나를 선택한다. 이것들은, 각각, 평평한, 열린 우주 및 닫힌 우주라고 불린다.
우주배경 탐사선(COBE), 윌킨슨 마이크로파 비등방성 탐색기(WMAP)외 플랑크 위성의 CMB 지도를 포함한 관측들은, 프리드만-르메트르-로버트슨-워커(FLRW) 모형들에 의하여 기술된 것처럼, 우주는 유한한 나이를 가지며 범위에서는 무한함을 시사한다. 따라서 이러한 FLRW 모형들은 암흑 물질과 암흑 에너지에 의하여 현재에 지배되는 평평하고, 균질한 우주를 기술하는 급팽창 모형들과 우주론의 표준 모형을 지지한다.

### 생명 유지
미세 조정 우주 가설은 우주에서 관측 가능한 생명의 존재를 허용하는 조건은 특정 보편적 기본 물리 상수들이 한 매우 좁은 범위의 값들에 속할 때만 발생할 수 있다는 명제이다. 이 가설에 따르면, 만일 몇 가지 기본 상수 중 어떤 것이라도 조금만 다르면, 그 우주는 물질, 천체 구조들, 원소 다양성, 또는 그것이 이해되는대로의 생명의 성립과 발달을 촉진하지 않았을 것이다. 이것이 사실인지, 그리고 논리적으로 질문할 의미가 있는지 여부는 많은 논쟁의 주제들이다. 이 명제는 철학자들, 과학자들, 신학자들 및 창조론 지지자들 사이에서 논의된다.

## 구성
우주는 거의 완전히 암흑 에너지, 암흑물질, 및 일반 물질로 구성되어 있다. 다른 내용물들은 전자기 복사(우주 전체 질량-에너지의 0.005%에서 0.01%에 가까운 것으로 추정됨)와 반물질이다.
모든 유형들의 물질과 에너지의 비율은 우주의 역사에 걸쳐 변해왔다. 우주 내에서 생성된 전자기 복사의 총량은 지난 20억 년 동안 1/2로 감소했다. 오늘날, 원자들, 별들, 은하들, 및 생명을 포함하는 일반 물질은 우주 전체의 4.9%만을 차지한다. 이러한 유형의 물질의 현재 전체 밀도는 매우 낮아서, 입방 센티미터당 약 4.5 × 10-31g이며, 이는 부피 4입방 미터당 양성자 1개 정도의 밀도에 해당한다. 암흑 에너지와 암흑 물질의 성질은 둘 다 알려져 있지 않다. 아직 밝혀지지 않은 신비한 형태의 물질인 암흑 물질은 우주 내용물들의 26.8%를 차지한다. 빈 공간의 에너지이며 또한 우주의 팽창을 가속을 초래하는 암흑 에너지는
그 내용물들의 남아있는 68.3%를 차지한다.

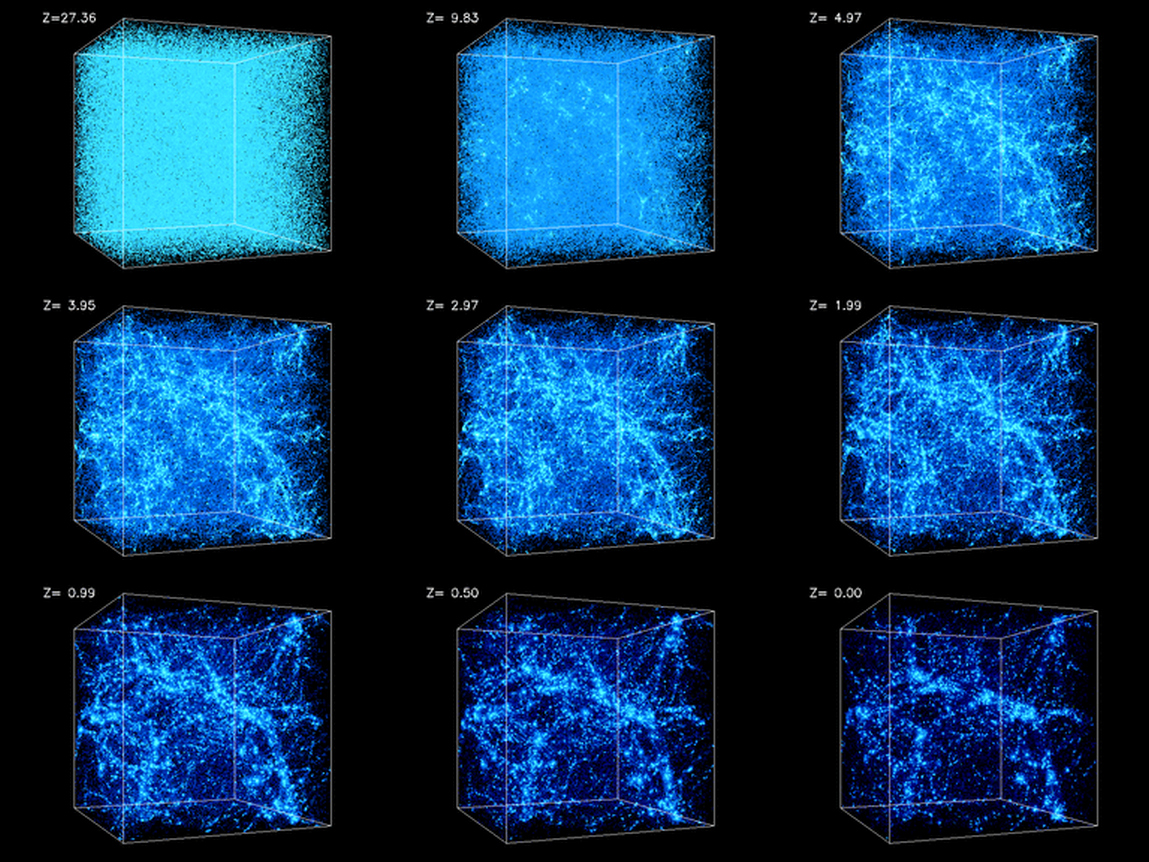
암흑 에너지를 가진 차가운 암흑 물질 모형에서 은하단들과 대규모 필라멘트들의 형성. 그 프레임들은 30의 적색편이에서 현재 시대(왼쪽 위 z=30에서 오른쪽 아래 z=0)까지 한 4300만 파섹(또는 1억 4000만 광년) 상자의 구조들의 진화를 보여준다.

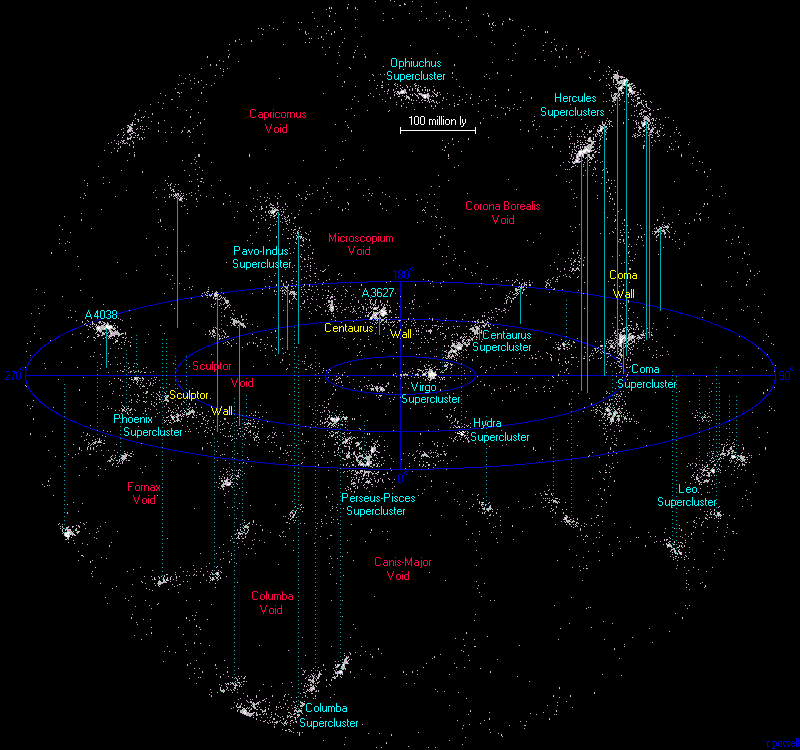
지구에 가장 가까운 초은하단emf과 거대공동들의 지도

5년간 WMAP 데이터(2008년부터)로 측정한 현재 우주와 대폭발(빅뱅) 후 38만 년 후의 우주 내용물들의 비교. (반올림 오류로 인해, 이 숫자들의 합은 100%가 아니다.) 이것은 암흑 물질과 암흑 에너지를 정의하는 WMAP의 능력의 2008년 한계들을 반영한다.

물질, 암흑 물질, 암흑 에너지는 3억 광년 정도 이상의 길이에 걸쳐 우주 전체에 균일하게 분포되어 있다. 그렇지만, 더 짧은 길이-규모에서는 물질이 계층적으로 뭉치는 경향이 있다. 많은 원자들이 응축되어 별들이 되고, 대부분의 별들은 은하들로 되고, 대부분의 은하들은 모여서 은하단들, 초은하단들, 그리고 마지막으로 대규모 은하 필라멘트들이 된다. 관측 가능한 우주에는 2000억 개의 은하들을 포함하며 또한, 전체적으로, 추정되는 1 × 1024개의 별들을 포함한다(행성 지구의 모든 모래알들보다 많은 별들)이 있다). 전형적인 은하들은 1000만(107)개의 별들을 가진 왜소은하에서부터 1조(1012)개의 별들을 가진 거대한 것들까지 다양하다. 더 큰 거대구조들 사이에는 일반적으로 직경이 10~150Mpc(3,300만~4억 9,000만 광년)인 거대공동들이 있다. 우리은하는 국부은하군에 속하며, 이것은 차례로 라니아케아 초은하단 내에 있다. 이 초은하단은 5억 광년 이상에 걸쳐 있으며, 반면에 국부은하군은 1천만 광년 이상에 걸쳐 있다. 우주에는 또한 상대적으로 비어 있는 광대한 영역들이 있다; 알려진 가장 큰 거대공동은 18억 광년(550Mpc)에 걸쳐서 측정된다.
관측 가능한 우주는 초은하단보다 훨씬 큰 규모에서 등방성이며, 이는 우주의 통계적 특성이 지구에서 관찰된 모든 방향에서 동일하다는 것을 의미한다. 우주는 대략 2.72548 켈빈의 열평형 흑체 스펙트럼에 해당하는 고도로 등방성인 마이크로파 복사로 둘러싸여 있다. 대규모 우주가 균질하고 등방성이라는 가설은 우주론 원리로 알려져 있다. 균질하고 등방성인 우주는 모든 관점에서 동일하게 보이고 중심이 없다.

### 암흑 에너지
우주의 팽창이 가속되고 있는 이유에 대한 설명은 여전히 이해하기 어렵다. 그것은 종종 공간을 투과하는 것으로 가정되는 알려지지 않은 에너지 형태인 "암흑 에너지"에 기인한다. 질량-에너지 등가 기준에서 암흑 에너지의 밀도(~ 7 × 10-30 g/cm3)는 은하들 내의 일반 물질 또는 암흑 물질의 밀도보다 훨씬 낮다. 그렇지만, 현재의 암흑 에너지 시대에는, 공간에 걸쳐 균일하기 때문에 그것은 우주의 질량-에너지를 지배한다.
암흑 에너지에 대해 제안된 두 가지 형태는 공간을 균질하게 채우는 한 일정한 에너지 밀도인 우주 상수와 또한 그것의 에너지 밀도가 시간과 공간에 따라 변할 수 있는 동적인 양들인 퀸테선스 또는 모듈라이와 같은 스칼라장이다. 공간에서 일정한 스칼라장들의 기여들은 일반적으로 우주 상수에도 포함된다. 우주 상수는 진공 에너지(vacuum energy)와 동일하게 공식화될 수 있다. 약간의 공간적 불균질성을 갖는 스칼라장은 한 우주 상수와 구별하기 어려울 것이다.

### 암흑 물질
암흑 물질은 전체 전자기 스펙트럼에 보이지 않지만 우주의 대부분의 물질을 설명하는 한 가상적 종류의 물질이다. 암흑 물질의 존재와 특성들은 가시 물질, 방사선 및 우주의 거대구조에 대한 중력적 효과들에서 추론된다. 뜨거운 암흑 물질의 한 형태인 중성미자들을 제외하고, 암흑 물질은 직접 검출되지 않아 현대 천체물리학의 가장 큰 미스터리 중 하나이다. 암흑 물질은 어떤 의미있는 수준에서 빛 또는 어떤 다른 전자기 복사를 방출하거나 흡수하지 않는다. 암흑 물질은 전체 질량-에너지의 26.8%와 또한 우주 전체 물질의 84.5%를 구성하는 것으로 추정된다.

### 일반 물질
우주의 질량-에너지의 나머지 4.9%는 일반 물질, 즉 원자들, 이온들, 전자들 및 이들이 형성하는 천체들이다. 이 물질은, 우리가 은하들에서 볼 수 있는 거의 모든 빛을 생성하는 항성들, 그리고 성간과 은하간 매체에 있는 성간 가스, 행성들 및 우리가 부딪치거나 만지거나 쥐어 짜낼 수 있는 일상 생활의 모든 물체들이 포함된다. 사실은, 우주에 있는 일반 물질의 대부분은 보이지 않는데, 그것은 은하들와 은하단들 내부의 보이는 별들과 가스가 우주의 질량-에너지 밀도에 기여하는 일반 물질의 10% 미만을 차지하기 때문이다.
일반 물질은 일반적으로 고체, 액체, 기체 및 플라즈마의 4가지 상태들(또는 상들)로 존재한다: 그렇지만, 실험 기술들의 발전들로 보스-아인슈타인 응축 및 페르미온 응축과 같은 이전에서 이론적인 다른 상들이 밝혀졌다.
일반 물질은 쿼크와 렙톤이라는 두 가지 유형들의 기본 입자들로 구성된다. 예를 들어, 양성자는 두 개의 위 쿼크들과 한 개의 아래 쿼크로 구성된다; 중성자는 2개의 아래 쿼크와 1개의 위 쿼크로 구성된다; 전자는 일종의 렙톤이다. 한 원자는 양성자들과 중성자들(둘 다 중입자들임)로 구성된 원자핵과 그 핵 주위를 도는 전자들로 구성된다.:1476 원자 질량의 대부분은 중입자로 구성된 핵에 집중되어 있기 때문에, 천문학자들은, 비록 이 "중입자 물질'의 한 작은 부분이 전자들이기는 하지만, 일반 물질을 설명하기 위하여 종종 중입자 물질이라는 용어를 사용한다.
대폭발(빅뱅) 직후, 초기 우주의 쿼크-글루온 플라즈마(quark–gluon plasma)가 2조도 이하로 냉각되면서 원시 양성자들과 중성자들이 형성되었다. 몇 분 후, 대폭발 핵합성으로 알려진 과정에서, 원시 양성자들과 중성자들로부터 핵들이 형성되었다. 이 핵합성은 리튬과 베릴륨까지 원자 번호가 작은 더 가벼운 원소를 형성했지만, 더 무거운 원소의 존재도는 원자 번호가 증가함에 따라 급격히 떨어졌다. 이 시기에 약간의 붕소가 형성되었을 수 있지만, 다음으로 무거운 원소인 탄소는 의미있는 양들로 형성되지 않았다. 대폭발 핵합성은 팽창하는 우주의 급격한 온도 및 밀도 저하로 인해서 약 20분 후에 정지된다. 항성 핵합성 및 초신성 핵합성의 결과로 더 무거운 원소들이 형성되었다.

### 입자들

기본 입자들의 표준 모형: 12개의 기본 페르미온들과 4개의 기본 보손들. 갈색 루프는 어떤 보손들(빨간색)이 어떤 페르미온들(보라색 및 녹색)에 결합되는지 나타낸다. 기둥들은 3세대 물질(페르미온들)과 1세대 힘(보손들)이다. 처음 세 개의 열에서, 두 개의 행은 쿼크들과 두 개의 렙톤들을 포함한다. 맨 위 두 행들의 열들에는 위(u) 및 아래(d) 쿼크들, 맵시(c) 및 기묘(s) 쿼크들, 꼭대기(t) 및 바닥(b) 쿼크들, 광자(γ) 및 글루온(g)이 각각 포함된다. 아래쪽 두 행들의 열들에는 전자 중성미자(ν_{e})와 전자(e), 뮤온 중성미자(ν_{μ})와 뮤온(μ), 타우 중성미자(ν_{τ})와 타우(τ) 및 약력의 매개자인 Z^{0}와 W^{±}가 포함된다. 힘. 각 입자에 대한 질량, 전하 및 스핀들이 나열되어 있다.

일반 물질과 물질에 작용하는 힘들은 기본 입자들로 설명할 수 있다. 이러한 입자들은 때때로 기본적으로 기술되는데, 그것은 알 수 없는 하부 구조를 가지고 있고, 또한 더 작고 훨씬 더 기본적인 입자들로 구성되어 있는지 여부가 알려져 있지 않기 때문이다. 대부분의 현대 모형들에서 그것들은 공간의 점들로 생각된다.  모든 기본 입자들은 현재 양자역학에 의해 가장 잘 설명되며 또한 파동-입자 이중성을 나타낸다: 그것들의 거동은 입자-같은 측면과 파동-같은 측면을 둘 다 가지고 있으며, 서로 다른 특징들이 서로 다른 상황들에서 지배적이다. 가장 중요한 것은 표준 모형인 전자기 상호 작용들과 약한 및 강한 핵 상호 작용과 관련된 한 이론이다. 표준 모형은 물질을 구성하는 입자들의 존재에 대한 실험적 확인으로 뒷받침된다: 쿼크와 렙톤, 그리고 이에 상응하는 "반물질" 쌍대들과 상호작용들을 매개하는 힘 입자들: 광자, W와 Z보손들, 및글루온. 표준 모형은 최근에 발견된 힉스 보손의 존재를 예측했는데, 이 입자는 입자들에 질량을 부여할 수 있는 우주 내의 어떤 장의 한 표명이다. 다양한 실험 결과를 성공적으로 설명했기 때문에, 표준 모형은 때때로 "거의 모든 것의 이론"으로 간주된다. 표준 모형은, 그렇지만, 중력을 수용하지 않는다. 진정한 힘-입자 "만물의 이론"은 달성되지 않았다.

#### 강입자들
강입자는 강력에 의해 결합된 쿼크들로 구성된 한 합성 입자이다. 강입자들은 두 가지 계열로 분류된다: 3개의 쿼크로 구성된 중입자들(양성자들 및 중성자들 같은)과 하나의 쿼크와 하나의 반쿼크로 구성된 중간자들(파이온들 같은). 강입자들 중에서, 양성자들은 안정적이고, 또한 원자핵 안에 결합된 중성자들은 안정적이다. 다른 강입자들은 일반적인 조건들에서 불안정하고 또한 그래서 현대 우주의 무의미한 구성 요소들이다.:118-123 대폭발(빅뱅) 후 약 10-6초 이후, 강입자 시대(hadron epoch)라고 알려진 기간 동안, 우주의 온도는 쿼크들이 강입자들로 결합할 수 있을 만큼 충분히 떨어졌고, 그리고 우주의 질량은 강입자들에 의해서 지배되었다. 초기에는, 온도는 입자-반강입자 쌍의 형성을 허용할 만큼 충분히 높았고, 이것이 물질과 반물질을 열평형 상태로 유지했다. 그렇지만, 우주의 온도가 계속 떨어지면서, 강입자과 반강입자 쌍들은 더 이상 생성되지 않았다. 대부분의 강입자들과 반강입자들은 그래서 입자-반입자 쌍소멸 반응들에서 제거었고, 우주가 약 1초가 될 때까지는 소량의 강입자들만을 남게 놓았다.:244-266

#### 렙톤들
한 랩톤은 강력한 상호작용을 일으키지 않지만 파울리 배타 원리를 따르는 한 반정수 스핀인 기본 입자이다; 같은 종의 두 렙톤들은 동시에 정확히 같은 상태에 있을 수 없다. 렙톤들의 두 가지 주요 클래스가 존재한다: 하전된 랩톤들(또한 전자꼴 렙톤들로 알려진)과 중성 렙톤들(중성미자들로 더 잘 알려진). 전자들은 안정적이고 우주에서 가장 흔한 하전된 렙톤들인 반면, 뮤온들과 타우들은, 우주선들을 포함하거나 입자 가속기들에서 수행되는 것과 같은 고에너지(high energy) 충돌들에서 생성된 후 빠르게 붕괴하는 불안정한 입자들이다. 하전된 렙톤들은 다른 입자들과 결합하여 원자들 및 포지트로늄와 같은 다양한 합성 입자들을 형성할 수 있다. 전자는 거의 모든 화학을 지배하는데, 이는 그것이 원자들에서 발견되고 또한 모든 화학적 특성과 직접적으로 연결되어 있기 때문이다. 중성미자들은 어떤 것과도 거의 상호 작용하지 않으며, 또한 결과적으로 거의 관측되지 않는다. 중성미자들은 우주 를 관통해 흐르지만 정상적인 물질과 거의 상호 작용하지 않는다.
렙톤 시대(lepton epoch)는 렙톤들이 우주의 질량을 지배했던초기 우주의 진화에서의 기간이었다. 그것은 데폭발(빅뱅) 후 약 1초 후에 시작되었고, 이는 강입자 시대(hadron epoch)가 끝날 때 대다수의 강입자들과 반강입자들이 서로 쌍소멸한 후였다. 렙톤 시대 동안 우주의 온도는 여전히 렙톤-반렙톤 쌍들을 생성할 만큼 충분히 높았으므로, 그래서 렙톤들과 반렙톤들은 열평형 상태에 있었다. 대폭발 후 약 10초 후, 우주의 온도는 랩톤-반렙톤 쌍들이 더 이상 생성되지 않는 지점까지 떨어졌다. 대부분의 렙톤들과 반렙톤들은 그 다음 쌍소멸 반응들에서 제거되었고, 렙톤들의 한 작은 잔류물을 남겼다. 우주의 질량은 그 다음 이어지는 광자 시대(photon epich)에 접어 들면서 광자들에 의해 지배되었다.

#### 광자들
한 광자는 빛과 다른 모든 형태의 전자기 복사의 양자이다. 그것은 전자기력을 위한 매개체이다. 이 힘의 효과는 광자가 영인 정지 질량을 갖기 때문에 미시적(microscopic) 또한 거시적 수준에서 쉽게 관측될 수 있다; 이것은 장거리 상호 작용을 허용한다.:1470
광자 시대는 대폭발(빅뱅) 후 약 10초 후인 렙톤 시대가 끝날 때 대부분의 렙톤들과 반렙톤들이 쌍소멸된 후 시작되었다. 원자핵들은 광자 시대의 처음 몇 분 동안 발생한 핵합성 과정에서 생성되었다. 광자 시대의 나머지 기간 동안 우주는 핵들, 전자들 및 광자들로 구성된 한 뜨겁고 고밀도인 플라즈마를 함유했다. 대폭발 후 약 380,000년 후, 우주의 온도는 핵들이 전자들과 결합하여 중성 원자들을 생성할 수 있는 지점까지 떨어졌다. 결과적으로, 광자들은 더 이상 물질과 자주 상호 작용하지 않았으며 또한 우주는 투명해졌다. 이 기간의 높게 적색편이된 광자들은 우주 마이크로파 배경을 형성한다. CMB에서 감지할 수 있는 온도와 밀도의 미세한 변화는 그것으로부터 모든 후속 구조 형성(structure formation)이 일어난 초기 "씨앗"이었다.:244–266

## 우주론 모형들

### 일반 상대성에 기초한 우주 모형
일반 상대성이론은 1915년에 알베르트 아인슈타인에 의하여 발표한 중력의 기하학적 이론이며 현대 물리학에서 중력에 대한 현재의 기술이다. 이것은 현재의 우주론 우주 모형의 기초이다. 일반상대성 이론은 특수 상대성이론과 뉴턴의 만유인력 법칙을 일반화하여, 중력에 대한 한 통일된 기술을 공간과 시간, 또는 시공간의 한 기하학적 속성으로서 제공한다. 특히, 시공간의 곡률은 존재하는 모든 물질과 복사의 에너지와 운동량과 직접적으로 연관된다. 그 관계는 편미분 방정식들의 한 시스템인 아인슈타인 방정식으로 명시된다. 일반상대성 이론에서는, 물질과 에너지의 분포는 시공간의 기하학을 결정하며, 이는 다시 물질의 가속도를 기술한다. 따라서, 아인슈타인 장 방정식들의 해는 우주의 진화를 설명한다. 일반 상대성이론의 방정식들은 우주 안의 물질의 양, 유형 및 분포에 대한 측정들과 결합하여, 시간에 따른 우주의 진화를 기술한다.
우주는 어디에서나 균질하고 등방성이라는 우주론 원리를 가정과 더불어서, 우주를 기술하는 장 방정식의 한 특정 해는 프리드만-르메트르-로버트슨-워커 계량이라 불리는 거리 함수 텐서(metric tensor)이며,
{\displaystyle ds^{2}=-c^{2}dt^{2}+R(t)^{2}\left({\frac {dr^{2}}{1-kr^{2}}}+r^{2}d\theta ^{2}+r^{2}\sin ^{2}\theta \,d\phi ^{2}\right)}
여기서 (r, θ, φ)는 한 구면 좌표계에 해당한다. 이 거리 함수는 결정되지 않은 매개변수가 두 개만을 갖는다.한 전반적 무차원량 길이 척도인자 R은 우주의 크기 척도를 시간의 함수로 기술하고(R에서의 한 증가는 우주의 팽창이다), 또한 한 곡률 지수 k는 그 기하학을 기술한다. 지수 k는 다음 세 가지 값 중 하나만 취할 수 있도록 정의된다; 0, 평평한 유클리드 기하학에 해당한다; 1, 양의 곡률의 공간에 해당한다; 또는 -1, 한 양의 또는 음의 곡률의 공간에 해당한다. 시간 t의 함수로서의 R 값은 k와 우주상수 Λ에 의존한다. 우주상수는 우주의 진공의 에너지 밀도를 나타내며 또한 암흑 에너지와 관련될 수 있다. R이 시간에 따라 어떻게 변하는지 기술하는 방정식은 창안자인 알렉산더 프리드만의 이름을 따서 프리드만 방정식으로 알려져 있다.
R(t)에 대한 해들은 k 및 Λ에 의존하지만 이러한 해들의 일부 정성적 특징들은 일반적이다. 첫째로 그리고 가장 중요하게는, 우주의 길이 척도 R은 만일 우주가 양의 곡률(k=1)로 완벽하게 등방성이고 또한 모든 곳에서 밀도의 정확한 값이 하나 있는 경우로서, 아인슈타인에 의해서 처음으로 언급되었다. 그렇지만, 이 평형은 불안정하다: 만일 밀도가 필요한 값과 약간 다르면, 어느 곳에서든, 시간이 지남에 따라 그 차이는 증폭될 것이다.
둘째, 모든 해들은 과거에 한 중력 특이점이 있었음을 시사하며, 이때 R이 영이 되었고 물질과 에너지가 무한하게 고밀헸었다. 이 결론은 완전한 균질성과 등방성(우주론적 원리)와 오직 중력 상호작용만이 의미가 있다는 의심스러운 가정들에 기초하고 있기 때문에 이 결론은 불확실해 보일 수 있다. 그렇지만, 펜로즈-호킹 특이점 정리들는 매우 일반적인 조건에 대해 한 특이점이 존재해야 함을 보여준다. 따라서, 아인슈타인 방정식에 따르면, R은 이 특이점(R이 한 작고 유한한 값을 가질 때) 바로 다음에 존재하는 상상할 수 없을 정도로 뜨겁고 고밀도인 상태로부터 빠르게 성장했다; 이것은 우주의 대폭발(빅뱅) 모형의 본질이다. 대폭발의 특이점을 이해하는 것은 어떤 양자 중력 이론을 필요로 하는데, 이것은 아직 공식화 되지는 않았다.
셋째, 곡률 지수 k는 충분히 큰 길이 척도(약 10억 광년 이상)에 걸쳐 평균을 낸 상수-시간 공간적 표면의 곡률의 부호를 결정한다. 만일 k=1이면, 곡률은 양수이고 또한 우주는 한 유한 부피를 갖는다. 양의 곡률을 가진 한 우주는 종종 4차원 공간에 내장된 한 3차원 초구로 시각화된다. 반대로 k가 영이거나 음수이면, 우주는 한 무한한 부피를 갖는다. R=0일 때 한 무한하면서 무한히 고밀도인 우주가 한 순간에 생성될 수 있다는 것은 반직관적으로 보일 수 있지만, 그러나 k가 비양수이고 우주 원리가 만족될 때 그것은 수학적으로 예측된다. 비유로서, 한 무한 평면은  영인 곡률이지만 무한한 면적을 갖으며, 반면에 한 무한 원통은 한 방향으로 유한하고 한 원환체는 양쪽 모두에서 유한하다. 어떤 원환체인 우주는 주기적 경계 해들(periodic boundary solutions)이 있는 한 일반 우주처럼 거동할 수 있다.
우주의 궁극적인 운명은 곡률 지수 k와 우주 상수 Λ에 결정적으로 의존하기 때문에 아직 알려지지 않았다. 만일 우주가 충분히 고밀도였다면, k는 +1과 같을 것인데, 이것은 전체적 평균 곡률이 양수이고 또한 우주가 결국 대함몰로 다시 축소될 것을 의미하며, 한 빅 바운스에서 어쩐 새로운 우주를 시작할 가능성이 있다. 반대로, 만일 우주가 충분하게 고밀하지 않으면, k는 0 또는 -1과 같으며 또한 우주는 영원히 팽창하여 냉각되고 또한  결국에는 빅 프리즈 및  우주의 열죽음에 도달한다. 현대 데이터는 우주의 팽창이 가속되고 있다는 것을 시사한다; 만일 이 가속이 충분하게 빠르면, 그 우주는 궁극적으로 빅 립에 도달할 수 있다. 관측적으로, 우주는, 재붕괴와 영원한 팽창 사이의 임계값에 매우 가까운 한 전반적 밀도를 갖는, 평평한(k = 0) 것으로 나타난다,

### 다중 우주 가설들
일부 사변적 이론들은 우리 우주가 단절된 우주들의 한 집합 중 하나일 뿐이며, 집합적으로 다중 우주로 표시되며, 우주에 대한 보다 제한된 정의에 도전하거나 강화한다고 제안했다. 과학적 다중 우주 모형들은 의식의 대체 평면들(alternate planes of consciousness) 및 시뮬레이션된 현실(simulated reality과 같은 개념들과는 다르다.
맥스 테그마크Max Tegmark는 다양한 물리학에서의  문제들에 대한 응답으로 과학자들이 제안한 다중 우주의 다른 유형들을 위한 한 4-부분 분류 체계를 개발했다. 그러한 다중 우주의 한 예는 초기 우주의 카오틱 급팽창(chaotic inflation) 모형으로부터 비롯된 하나이다. 다른 하나는 양자역학의 다세계 해석에서 비롯된 다중 우주이다. 이 해석에서, 평행 세계들은, 파동 함수의 분리된 세계들에서 실현되는 모든 상태들과 더불어, 양자 중첩 및 양자 결어긋남과 유사한 방식으로 생성된다. 효과적으로, 다세계 해석에서 다중 우주는 한 보편적 파동 함수(universal wavefunction)로 진화한다. 만일 우리의 다중 우주를 만든 대폭발(빅뱅)이 다중 우주들의 한 앙상블을 만들었다면, 앙상블의 파동 함수는 이런 의미에서 얽혀있을 것이다. 이 그림으로부터 과학적으로 의미 있는 확률들을 추출할 수 있는지 여부는 많은 논쟁의 한 주제였고 그리고 계속되고 있으며, 또한 다세계 해석의 여러 버전들이 존재한다. (양자역학의 해석의 주제는 일반적으로 불일치로 표시된다.)
테그마크의 계획에서 가장 적게 논란이 많지만, 여전히 논쟁의 여지가 많은 다중 우주의 범주는 레벨 I이다. 이 레벨의 다중 우주는 "우리 자신의 우주에서" 먼 시공간 사건들로써 구성된다. 테그마크와 다른 사람들은, 만일 공간이 무한하거나 또는 충분히 크고 균일하다면, 지구의 전체 허블 부피(Hubble volume) 역사의 동일한 사례가 아주 자주, 단순히 우연하게 발생한다고 주장했다. 테그마크는 가장 가까운 소위 도펠겡어가 우리로부터 {\displaystyle 10^{10^{115}}}미터 떨어져 있다고 계산했다.(구골플렉스보다 큰 한 이중 지수 함수(double exponential function)). 그렇지만, 사용된 주장들은 사변적인 본질의 것들이다. 추가로, 한 동일한 허블 부피의 존재를 과학적으로 증명하는 것은 불가능할 것이다.
각각은 존재하지만 서로 상호 작용할 수 없는, 단절된 시공간들을 생각할 수 있다. 이 개념을 쉽게 시각화할 수 있는 은유는 분리된 비눗방울의 한 그룹으로, 여기서는 한 비눗방울에 사는 관찰자는, 원론적으로 조차도, 다른 비눗방울에 있는 관찰자와 상호 작용할 수 없다. 하나의 일반적인 용어에 따르면, 시공간의 각 "비눗방울"은 한 우주(a universe)로 표시되는 반면, 우리의 특정 시공간은 우주(the universe)로 표시되는데, 이는 마치 우리가 지구의 달(moon)을 달(the Moon)이라고 부르는 것과 같다. 이러한 분리된 시공간들의 전체 모음은 다중 우주로 표시된다. 이 용어와 더불어, 다른 우주들들은 서로 인과적으로 연결되어 있지 않다. 원칙적으로, 다른 연결되지 않은 우주들은 다른 차원성들과 시공간의 위상수학들, 물질과 에너지의 다른 형태들, 그리고 다른 물리적 법칙들과 물리 상수들을 가질 수 있지만, 그러한 가능성들은 순전히 사변적이다. 다른 사람들은 카오틱 급팽창(Chaotic inflation)의 일부로 생성된 여러 거품 각각을 별도의 우주들로 간주하는데, 이 모형에서는 이러한 우주들 모두는 한 인과적 기원을 공유한다.

## 역사적 개념들
역사적으로, 우주-코스모스(우주론)와 그 기원(우주기원론)에 대한 많은 아이디어들이 있었다. 물리 법칙들에 의해 지배되는 비인격적 우주에 대한 이론들은 그리스인들과 인도인들에 의해 처음 제안되었다. 고대 중국 철학은 모든 공간과 모든 시간을 포함하는 우주의 개념을 포괄했다. 수세기에 걸쳐, 천문 관측들과 운동 및 중력의 이론의 개선은 우주에 대한 보다 정확한 설명들로 이끌었다. 현대 우주론의 시대는 1915년 알베르트 아인슈타인의 일반 상대성이론으로 시작되었는데, 이것은 우주 전체의 기원, 진화 및 결말을 정량적으로 예측할 수 있게 했다. 가장 현대적인, 받아들여지는 우주론 이론들은 일반 상대성이론, 보다 구체적으로는, 예측된 대폭발(빅뱅)에 기반을 두고 있다.

### 신화들
많은 문화권에는 세계와 우주의 기원을 설명하는 이야기들이 있다. 문화들은 일반적으로 이러한 이야기들을 어느 정도 진실아 있는 것으로 간주한다. 이러한 이야기는 그렇지만 한 초자연적 기원을 믿는 사람들 사이에 어떻게 적용되는지에 대해서는, 지금 있는 그대로 우주를 직접 창조하는 어떤 신부터 단지 "굴러가는 바퀴들"을 세팅하는 어떤 신에 이르기까지(예를 들면 대폭발과 진화같은 매커니즘들을 통해), 많은 상이한 믿음들이 있다.
신화들을 연구하는 민족학자들과 인류학자들은 창조 이야기들에 등장하는 다양한 주제에 대해 다양한 분류 체계들을 개발했다. 예를 들면, 한 가지 유형의 이야기에서, 세계는 한 세계 계란(world egg)에서 태어난다; 그러한 이야기들은 핀란드 서사시 칼레발라, 반고의 중국 이야기 또는 인도 브라만다 푸라다(Brahmanda Purana)가 포함된다. 관련된 이야기에서, 우주는, 티베트 불교의 아디 부처(Adi-Buddha) 개념, 고대 그리스 가이아(어머니 대지) 이야기, 아즈텍 여신 코아틀리쿠(Cōātlīcue) 신화, 고대 이집트의 신 아툼 이야기 및 아브라함계의 신(Abrahamic God)이 우주를 창조했다는 유대-기독교 천지창조 이야기와 같이, 그 또는 그녀 스스로에 의해서 무엇인가를 내뿜거나 생성하는 한 단독 개체에 의해서 창조된다. 다른 유형의 이야기에서는, 우주는 랑기와 파파(Rangi and Papa)의 마오리 이야기(Māori story)에서와 같이 남성과 여성 신들의 결합으로 만들어졌다. 다른 이야기에서는, 우주는 죽은 신의 시체―바빌로니아 서사시 에누마 엘리시의 티아마트으로부터 또는 노르드 신화의 거인 위미르으로부터와 같이― 또는 일본 신화의 이자나기와 이자나미에서와 같이 혼돈의 재료로부터와 같이, 기존의 재료로 제작함으로써 만들어진다.. 다른 이야기에서는, 브라만과 프라크르티(Prakṛti), 세레르족의 창조 신화에서와 같이, 또는 도의 음양에서와 같이, 우주는 기본 원리들로부터 비롯된다.

### 철학적 모형들
소크라테스-이전 그리스 철학자들과 인도 철학자들은 우주에 대한 가장 초기의 철학적 개념들의 일부를 발전시켰다. 가장 초기 그리스 철학자들은 겉모습들이 기만적일 수 있다는 점에 주목했고, 또한 겉모습 뒤에 숨겨진 실재를 이해하려고 노력했다. 특히, 그들은 물질이 형태를 바꾸는 능력(예: 얼음에서 물에서 증기로)에 주목했으며 또한 몇몇 철학자들은 세계의 모든 물리적 물질들이 한 단일 원시 물질 또는 아르케의 서로 다른 형태라고 제안했다. 그렇게 한 최초의 사람은 탈레스였고, 그는 이 물질을 물이라고 제안했다. 탈레스의 제자인 아낙시만드로스는 모든 것이 무한한 아페이론에서 나온다고 제안했다. 아낙시만드로스는 아르케가 다른 형태로 응축되거나 분리되게 하는 지각된 인력적이고 또한 척력적인 특성들 때문에 그 원시물질은 공기라고 제안했다. 아낙시메네스는 '누스'(마음)의 원리를 제안한 반면, 헤라클레이토스는 불을 제안했다(또한 로고스에 대해 말했다). 엠페도클레스는 흙, 물, 공기 및 불의 요소를 제안했다. 그의 네요소 모형은 큰 인기를 얻었다. 피타고라스와 마찬가지로, 플라톤은, 엠페도클레스의 요소들은 플라톤의 입체의 형태를 취하면서, 모든 것들은 수로 구성되어 있다고 맏었다. 데모크리토스와 이후의 철학자―-특히 레우키포스―-는 우주가 허공(void)(진공)을 통해 움직이는 분할할 수 없는 원자로 구성되어 있다고 제안했지만, 반면에 아리스토텔레스는 물과 마찬가지로 공기가 운동에 대한 항력을 제공하기 때문에 실현 가능하다고 믿지 않았다. 공기는 즉시 한 허공을 채우기 위해 달려들 것이며, 또한 게다가, 저항 없이, 무한정 빠르게 그헣게 할 것이다.
헤라클레이토스는 영원한 변화를 주장했지만, 그의 동시대 파르메니데스는 변하지 않음을 강조했다. 파르메니데스의 시《자연에 대하여(On Nature)》는 모든 변화는 한 환상이며, 참된 기저의 실재는 영원히 변하지 않으며 또한 단일한 본성의 것이며, 또는 적어도 존재하는 모든 것의 본질적인 특징은, 기원, 변경 혹은 끝이 없이, 영원히 존재해야 한다고 말하는 것으로 읽혀졌다. 그의 제자 엘레아의 제논는 몇 가지 유명한 역설들로 그들에게 도전했다. 아리스토텔레스는 무한히 나눌 수 있는 연속체뿐만 아니라, 한 잠재적인 셀 수 있는 무한의 개념을 개발함으로써 이러한 역설들에 대응했다. 영원하고 불변하는 시간의 순환들과 달리, 그는 세계가 천구들에 의하여 경계가 정해져 있으며 또한 누적된 별들의 크기는 단지 유한하게 증식할 뿐이라고 믿었다.
바이셰시카 학파의 창시자인 인도 철학자 카나다Kanada는 원자론에 대한 한 관념을 발전시켰고 또한 빛과 열은 같은 물질의 종류들이라고 제안했다. 서기 5세기에, 불교 원자론 철학자 디그나가는 원자들은 점-크기이고, 지속성이 없으며 또한 에너지로 구성되어 있다고 제안했다. 그들은 물질의 존재를 부정하고 또한 운동이 에너지의 한 흐름의 순간적인 섬광들로 구성되어 있다고 제안했다.
시간 유한주의의 관념은 세 가지의 아브라함 종교들이 공유하는 창조의 교리에 의해서 영감을 얻었다: 유대교, 기독교, 이슬람교. 기독교 철학자 존 필로포누스John Philoponus는 한 무한한 과거와 미래에 대한 고대 그리스 관념에 반대하는 철학적 논증들을 제시했다. 무한한 과거에 대한 필로포누스Philoponus의 주장들은 초기 이슬람 철학자 킨디(Alkindus); 유대 철학자, 사디아 가온Saadia Gaon (Saadia ben Joseph); 그리고 이슬람 신학자 가잘리(Algazel) 등에 의해 사용되었다.
범신론은 우주 자체가 신성과 한 최고의 존재 또는 실체와 동일하다는 철학적 종교적 신념이다. 물리적 우주는 따라서 모든 것을 포괄하고 내재하는 신으로서 이해된다. '범신론자'라는 용어는 모든 것이 단일성을 구성하고 또한 이 단일성이, 모든 것을 포괄하고 현현하는 어떤 신 또는 여신으로 구성되어, 신성하다는 것을 둘 다를 주장하는 사람을 가리킨다. 범신론적 개념은 수천 년 전으로 거슬러 올라가며, 또한 다양한 종교 전통들에서 범신론적 요소가 확인되었다.

### 천문학적 개념들

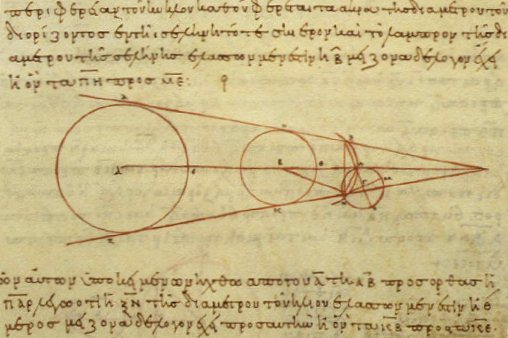
아리스타르코스에 의한 왼쪽에서 오른쪽으로 태양, 지구, 달의 상대적 크기들에 대한 기원전 3세기 계산들, 한 기원후 10세기 그리스 사본으로부터

식별 가능한  현대 천문학의 선조들에 대한 최초의 기록들은 기원전 약 3000년에서 1200년 사이에 고대 이집트와 메소포타미아에서 나왔다. 기원전 7세기의 바빌론의 천문학자들들은 세계를 바다로 둘러싸인 한 평평한 원반으로 보았고, 또한 이것은  아낙시만드로스와 밀레토스의 헤카타이오스와 같은 초기 그리스 지도들의 전제를 형성한다.
후기 그리스 철학자들은, 천체의 움직임들을 관찰하면서, 경험적 증거에 더 깊이 기반을 둔 우주 모형들을 개발하는 데 관심을 가졌다. 첫 번째 일관된 모형은 하늘의 움직임들이 원형이어야 한다는 플라톤의 생각을 따랐던 플라톤의 학생인 크니도스의 에우독소스에 의해 제안되었다. 행성 운동들의 알려진 복잡성, 특히 역행 운동을 설명하기 위해서, 에우독소스의 모형은 27개의 다른 천체 구들(celestial spheres)을 포함했다: 육안으로 볼 수 있는 각 행성들에 대해 4개, 태양과 달에 대해 각각 3개, 항성들에 대해 1개이다. 이들 모든 구체들은 지구를 중심으로 하였고, 이것은 그것들이 영원히 회전하는 동안 움직이지 않았다. 아리스토텔레스는 이 모델을 정교화해서, 행성 운동의 더 자세한 사항을 설명하기 위해서 구체의 수를 55개로 늘렸다. 아리스토텔레스에게는, 정상적인 물질은 전적으로 지상의 구체에 포함되어 있으며, 또한 그것은 천상의 물질과는 근본적으로 다른 규칙들을 따랐다.
아리스토텔레스-이후의 논문 《데 문도(De Mundo)》(저자 및 날짜가 불확실한)는 "다섯 개의 지역에 있는 구체에 위치한 다섯 개의 원소들은 각각의 경우에 더 작은 것이 더 큰 것―즉, 물로 둘러싸인 땅, 공기로 둘러싸인 물, 불로 둘러싸인 공기, 그리고 에테르로 둘러싸인 불―에 의하여 둘러싸여 전체 우주를 구성하고 있다"고 언급했다.
이 모형은 또한 칼리푸스Callippus에 의해 개선되고 또한  동심 구체들이 포기된 후에, 그것은 프톨레마이오스의 천문 관측과 거의 완벽하게 일치하게 되었다. 이러한 한 모형의 성공은 주로 어떤 함수(행성의 위치와 같은)가 원형 함수의 한 집합(푸리에 급수)로 분해될 수 있다는 수학적 사실에 기인한다. 피타고라스 학파 철학자 필롤라오스와 같은 다른 그리스 과학자들은 (스토바우스Stobaeus의 설명에 따르면) 우주의 중심에는 지구, 태양, 달 및 행성들이 균일한 원형 운동을 하는 "중심의 불"이 있다고 가정했다.

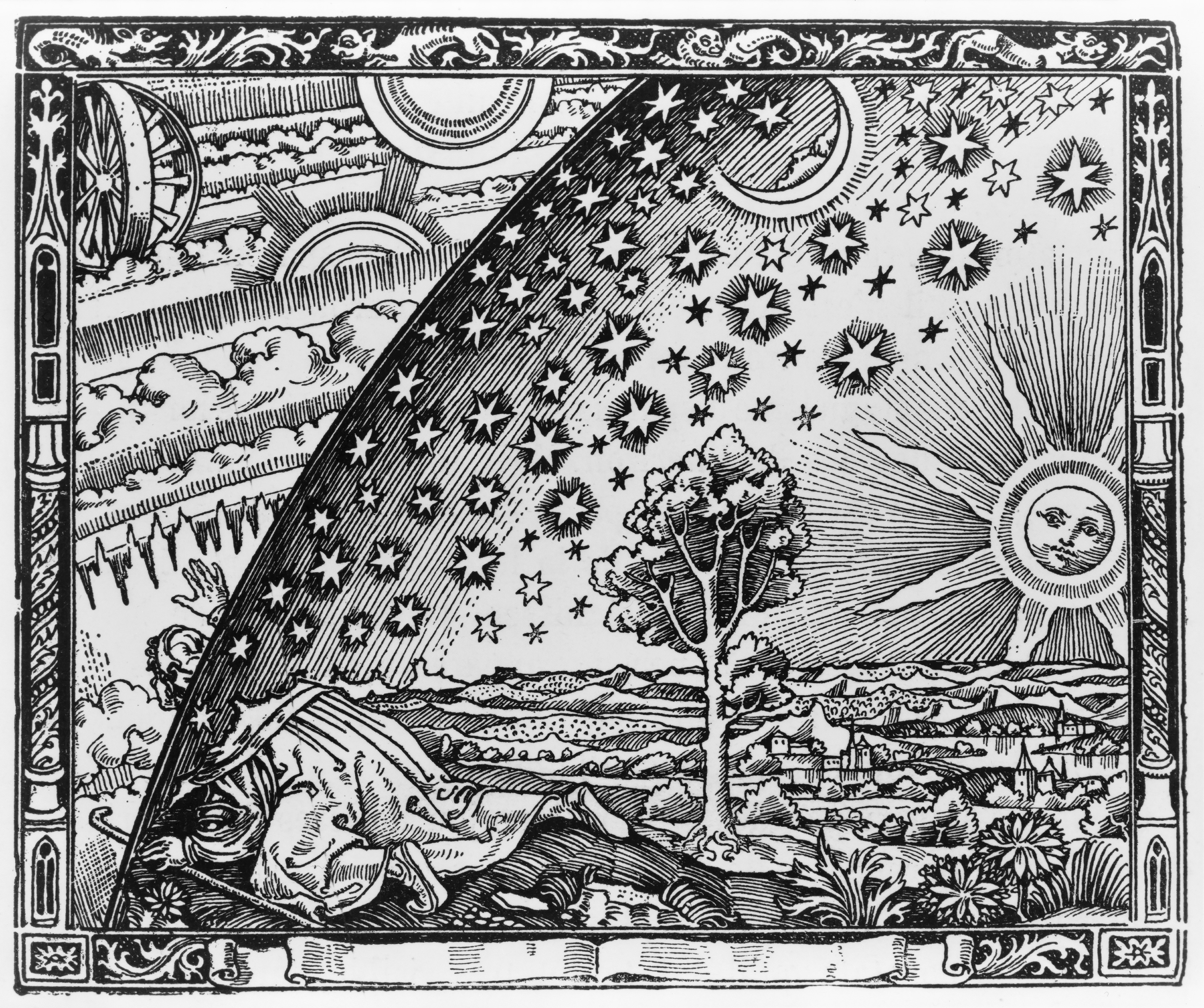
플라마리옹 판화, 파리 1888

그리스의 천문학자 사모스의 아리스타르코스는 태양중심적 우주 모형을 제안한 최초의 알려진 개인이다. 원본 텍스트는 손실되었지만, 아르키메데스의 책 《모래알을 세는 사람》의 한 언급은 아리스타르코스의 태양중심 모형을 묘사한다. 아르키메데스가 쓰기를:

겔론 왕, 당신은 우주가 대부분의 천문학자들에 의해서 그 중심이 지구인 구체에 붙여진 이름이며, 그 반지름은 태양의 중심과 지구의 중심 사이의 직선과 같다는 것을 알고 있을 것이다. 이것은 당신이 천문학자들로부터 들은 것과 같은 일반적인 설명이다. 그러나 아리스타르코스는 특정 가설로 구성된 책을 내놓았는데, 여기서는, 가정들의 한 결과로서, 우주가 방금 언급한 우주보다 몇 배나 더 크는 것으로 나타났다. 그의 가설들은 고정된 별들과 태양은 움직이지 않고 유지되고, 지구는 원의 둘레를 따라 태양 주위를 회전하고, 태양은 그 궤도의 중앙에 있으며, 또한 태양과 같은 중심에 위치하는 고정된 별들의 구체는 아주 커서 그가 지구가 공전한다고 가정하는 원은 구체의 중심이 그 표면에 닿는 것과 고정된 별들의 거리에 대한 같은 비례이다.

아리스타코스는 따라서 별들이 아주 멀리 있다고 믿었고, 또한 이것이 연주 시차가 관찰되지 않은 이유, 즉, 지구가 태양 주위를 이동할 때 별들이 서로 상대적으로 움직이는 것이 관찰되지 않은 이유라고 보았다. 별들은 사실 고대에 일반적으로 추정된 거리보다 훨씬 더 멀리 떨어져 있어서, 이것이 연주 시차는 오직 정밀 기기들로만 탐지할 수 있었던 이유이다. 행성 시차와 일치하는 지구 중심 모형은 평행 현상인 연주 시차의 관측 불가능성에 대한 설명으로 가정되었다.
아리스타르코스의 태양중심 모형을 지지한 이름으로 알려진 고대의 유일한 천문학자는 아리스타르코스 이후 한 세기 동안 살았던 헬레니즘 천문학자인 셀레우키아의 셀레우코스(Seleucus of Seleucia)였다. 플루타르코스에 따르면, 셀레우코스는 추론을 통해 태양중심 시스템을 최초로 증명했지만 그가 사용한 논거는 알려져 있지 않다. 태양중심적 우주론에 대한 셀레우코스의 주장은 아마도 조수 현상과 관련되었을 것이다. 스트라본(1.1.9)에 따르면, 셀레우코스는 조수가 달의 인력에 의한 것이며 조수의 높이는 태양에 대한 달의 위치에 달려 있다고 처음으로 밝혔다. 또는, 그는 기하학적 모형의 상수를 결정하고 나중에 16세기에 니콜라우스 코페르니쿠스가 한 것처럼 이 모형을 사용하여 행성 위치를 계산하는 방법을 개발함으로써 태양 중심성을 증명했을 수 있다. 중세 시대에 페르시아 천문학자 알버마사르Albumasar와 알시지Al-Sijzi도 태양중심 모형을 제안했다.

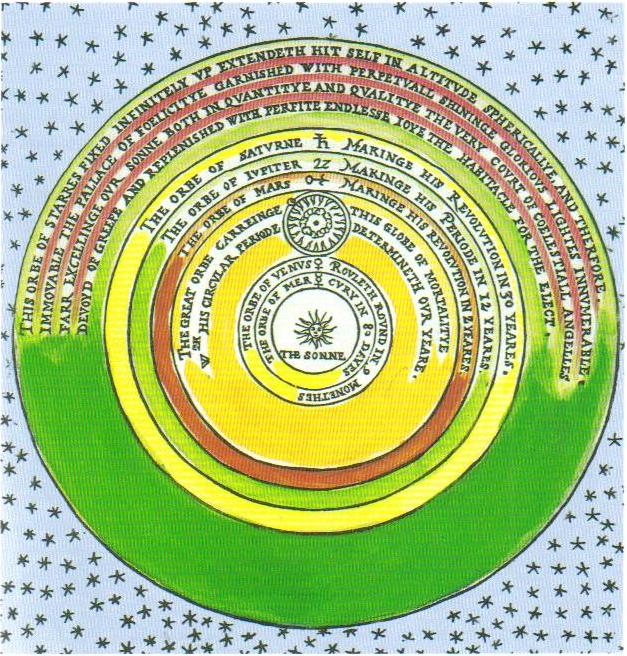
1576년에 토마스 디게스_{Thomas Digges}에 의한 코페르니쿠스적 우주의 모형으로 별들이 더 이상 구체에 국한되지 않고, 행성들을 둘러싼 공간 전체에 균일하게 퍼져 있다는 수정 사항을 포함한다.

아리스토텔레스 모형은, 만일 지구가 그 축을 중심으로 회전하고 또한 만일 [태양]]이 우주의 중심에 위치하면 천문학적 데이터가 더 그럴듯하게 설명될 수 있다는 아리스타르코스의 관점을 코페르니쿠스가 되살리기 전까지, 대략 2천년 동안 서구 세계에서 받아들여졌다.

중앙에는 태양이 놓여 있다. 누가 동시에 모든 것을 조명힐 수 있는 이 매우 아름다운 성전의 등불을 다른 또는 이보다 더 좋은 곳에 둘 수 있겠는가?
— 니콜라우스 코페르니쿠스, 10장, 《천구의 회전에 관하여》(1543)의 제1권

코페르니쿠스 자신이 주목했듯이, 지구가 자전한다는 관념은 매우 오래된 것으로, 최소한 필롤라오스(c. 450 BC), 헤라클레이데스 폰티쿠스Heraclides Ponticus(c. 350 BC) 및 피타고라스학파 엑판투스Ecphantus로 거슬러 올라간다. 코페르니쿠스보다 대략 1세기 전에, 기독교 학자인 니콜라우스 쿠자누스도 그의 책, 《학습된 무지에 대하여(On Learned Ignorance)》(1440)에서 지구가 그 축을 중심으로 회전한다고 제안했다. 알시지도 또한 지구가 축을 중심으로 회전한다고 제안했다. 지구 자전의 실증적 증거는, 혜성 현상을 이용한하였으며, 투시(1201-1274)와 알리 쿠시Ali Qushji(1403-1474)에 의해 제공되었다.
이 우주론은 아이작 뉴턴, 크리스티안 후이겐스 및 이후의 과학자들에 의해 받아들여졌다. 뉴턴은 동일한 운동 법칙과 중력이 지상과 천체의 물질에 적용되어, 아리스토텔레스의 둘 사이의 구분을 쓸모 없게 만든다는 것을 보여주었다. 에드먼드 핼리(1720)와 장-필리프 드 체소Jean-Philippe de Chéseaux(1744)는 별들로 균일하게 채워진 한 무한한 공간의 가정이 야간 하늘이 태양 자체만큼 밝을 것이라는 예측으로 이어질 것이라고 독립적으로 언급했다; 이것은 19세기에 올베르스의 역설로 알려지게 되었다. 뉴턴은 물질로 균일하게 채워진 한 무한한 공간이 무한한 힘과 불안정성을 일으켜서 물질이 자체 중력하에 안쪽으로 찌그러질 것이라고 믿었다. 이 불안정성은 진스 불안정성 기준에 의해서 1902년에 명확해졌다. 이러한 역설에 대한 한 가지 해결책은 찰리어Charlier 우주인데, 여기서 우주가 무시해도 될 정도로 작은 전체 밀도를 가지도록 프랙탈 방식으로 물질이 계층적으로(어떤 더 큰 시스템에서 궤도를 도는 천체들의 시스템들, 무한정) 배열된다; 그러한 우주론적 모형은 1761년에 더 일찍 요한 하인리히 람베르트에 의해서  제안된 것이기도 하다.
18세기 동안, 임마누엘 칸트는 성운들이 은하수와 분리된 전체 은하들일 수 있다고 추측했으며, 1850년에, 알렉산더 폰 훔볼트는 이러한 분리된 은하들을 Weltinseln 또는 "세계 섬들"인 한 용어로 불렀으며, 이것은 나중에 "섬 우주"으로 발전했다. 1919년에, 후커 망원경(Hooker telescope)이 완성되었을 때, 지배적인 견해는 여전히 우주가 완전히 우리 은하계로 구성되어 있다는 것이었다. 후커 망원경을 사용하여, 에드윈 허블은 여러 나선 성운에서 세페이드 변광성을 확인했으며  또한 1922~1923년에 안드로메다 성운과 삼각형자리가 우리 은하 밖에 있는 완전한 은하들임을 결정적으로 증명했고, 따라서 우주가 수많은 은하들로 구성되어 있음을 증명했다.
현대 물리 우주론의 시대는 1917년에 시작되었으며, 이때에 알베르트 아인슈타인은 우주의 구조와 역학을 모형화하기 위해 처음으로 일반 상대성이론을 적용했다. 이 시대의 발견들과, 또한 답이 없는 질문들은, 위 절들에 요약되어 있다.

## 같이 보기
- 우주 달력(Cosmic Calendar) (축소된 연표)
- 코스믹 라테
- 상세한 로그 연표(Detailed logarithmic timeline
- 우주에서의 지구의 위치
- 가짜 진공(False vacuum)
- 팽창 우주의 마래(Future of an expanding universe)
- GAMM 탐사(Galaxy And Mass Assembly survey)
- 열죽음
- 우주의 중심의 역사(History of the center of the Universe)
- 일러스트리스 프로젝트
- 비표준 우주론(Non-standard cosmology)
- 핵우주 연대학(Nucleocosmochronology)
- 픽션레서의 평행 우주(Parallel universes in fiction)
- 희귀한 지구 가설
- 우주 공간과 생존(Space and survival)
- 테라초-1012초 이상
- 초기 우주의 연표(Timeline of the early universe)
- 제11천년기 이후
- 제3천년기
- 제로 에너지 우주(Zero-energy universe)

### 내용 주
1. 1 2   현대 물리학, 특히 상대성 이론에 따르면 공간과 시간은 본질적으로 시공간으로 연결되어 있다.
2. ↑  인용된 출처에 의해 메가파섹 단위로 나열되었지만, 이 숫자는 너무 방대해서 어떤 전통적인 단위, 나노미터 또는 기가파섹으로 나열되는지에 상관없이, 차이가 오류로 사라질 것이기 때문에, 모든 목적과 목적에 대해 사실상 변하지 않을 것이다.

### 참조 주
1. ↑  "Hubble sees galaxies galore". spacetelescope.org. Archived from the original on May 4, 2017
2. 1 2  Planck Collaboration (2016). "Planck 2015 results. XIII. Cosmological parameters". Astronomy & Astrophysics. 594: A13, Table 4. arXiv:1502.01589.
3. 1 2 3 4  Greene, Brian (2011). The Hidden Reality. Alfred A. Knopf.
4. ↑  Bars, Itzhak; Terning, John (2009). Extra Dimensions in Space and Time. Springer. pp. 27–.
5. ↑  Davies, Paul (2006). The Goldilocks Enigma. First Mariner Books. pp. 43ff.
6. 1 2  NASA/WMAP Science Team (January 24, 2014). "Universe 101: What is the Universe Made Of?". NASA.
7. 1 2  Fixsen, D.J. (2009). "The Temperature of the Cosmic Microwave Background". The Astrophysical Journal. 707 (2): 916–920. arXiv:0911.1955.
8. 1 2 3  "First Planck results: the universe is still weird and interesting". Matthew Francis. Ars technica. March 21, 2013.
9. ↑  NASA/WMAP Science Team (January 24, 2014). "Universe 101: Will the Universe expand forever?". NASA.
10. 1 2  Zeilik, Michael; Gregory, Stephen A. (1998). Introductory Astronomy & Astrophysics (4th ed.). Saunders College Publishing. "The totality of all space and time; all that is, has been, and will be."
11. ↑  Planck Collaboration; Aghanim, N.; Akrami, Y.; Ashdown, M.; Aumont, J.; Baccigalupi, C.; Ballardini, M.; Banday, A. J.; Barreiro, R. B.; Bartolo, N.; Basak, S. (September 2020). "Planck 2018 results: VI. Cosmological parameters". Astronomy & Astrophysics. 641: A6. arXiv:1807.06209.
12. ↑  Dold-Samplonius, Yvonne (2002). From China to Paris: 2000 Years Transmission of Mathematical Ideas. Franz Steiner Verlag.
13. 1 2 3 4  Glick, Thomas F.; Livesey, Steven; Wallis, Faith. Medieval Science Technology and Medicine: An Encyclopedia. Routledge.
14. ↑  Carroll, Bradley W.; Ostlie, Dale A. (July 23, 2013). An Introduction to Modern Astrophysics (International ed.). Pearson. pp. 1173–74.
15. 1 2  "The Nobel Prize in Physics 2011". Archived from the original on April 17, 2015.
16. 1 2  Hawking, Stephen (1988). A Brief History of Time. Bantam Books. p. 43.
17. ↑  Redd, Nola. "What is Dark Matter?". Space.com. Archived from the original on February 1, 2018.
18. ↑  "Planck 2015 results, table 9". Archived from the original on July 27, 2018.
19. ↑  Persic, Massimo; Salucci, Paolo (September 1, 1992). "The baryon content of the Universe". Monthly Notices of the Royal Astronomical Society. 258 (1): 14P–18P. arXiv:astro-ph/0502178.
20. 1 2 3 4 5 6 7  Ellis, George F.R.; U. Kirchner; W.R. Stoeger (2004). "Multiverses and physical cosmology". Monthly Notices of the Royal Astronomical Society. 347 (3): 921–36. arXiv:astro-ph/0305292.
21. ↑  Palmer, Jason. (August 3, 2011) BBC News – 'Multiverse' theory suggested by microwave background Archived June 3, 2018, at the Wayback Machine.
22. ↑  "Universe". Encyclopaedia Britannica online. Encyclopaedia Britannica Inc. 2012.
23. ↑  "Universe". Merriam-Webster Dictionary. Archived from the original on October 22, 2012.
24. ↑  "Universe". Dictionary.com. Archived from the original on October 23, 2012.
25. 1 2  Schreuder, Duco A. (December 3, 2014). Vision and Visual Perception. Archway Publishing. p. 135.
26. ↑  Tegmark, Max (2008). "The Mathematical Universe". Foundations of Physics. 38 (2): 101–50. arXiv:0704.0646. A short version of which is available at Fixsen, D. J. (2007). "Shut up and calculate". arXiv:0709.4024 [physics.pop-ph]. in reference to David Mermin's famous quote "shut up and calculate!"
27. ↑  Mermin, N. David (2004). "Could Feynman Have Said This?". Physics Today. 57 (5): 10.
28. ↑  Holt, Jim (2012). Why Does the World Exist?. Liveright Publishing. p. 308.
29. ↑  Ferris, Timothy (1997). The Whole Shebang: A State-of-the-Universe(s) Report. Simon & Schuster. p. 400.
30. ↑  Copan, Paul; William Lane Craig (2004). Creation Out of Nothing: A Biblical, Philosophical, and Scientific Exploration. Baker Academic. p. 220.
31. ↑  Bolonkin, Alexander (November 2011). Universe, Human Immortality and Future Human Evaluation. Elsevier. pp. 3–.
32. ↑  The Compact Edition of the Oxford English Dictionary, volume II, Oxford: Oxford University Press, 1971, p. 3518.
33. ↑  The Compact Edition of the Oxford English Dictionary, volume II, Oxford: Oxford University Press, 1971, p. 3518.
34. ↑  Liddell; Scott. "A Greek-English Lexicon". Archived from the original on November 6, 2018. "πᾶς"
35. ↑  Liddell; Scott. "A Greek-English Lexicon". Archived from the original on November 6, 2018. "ὅλος"
36. ↑  Liddell; Scott. "A Greek–English Lexicon". Archived from the original on November 6, 2018. "κόσμος"
37. ↑  Lewis, C.T.; Short, S (1879). A Latin Dictionary. Oxford University Press. pp. 1175, 1189–90, 1881–82.
38. ↑  ]The Compact Edition of the Oxford English Dictionary. Vol. II. Oxford: Oxford University Press. 1971. pp. 569, 909, 1900, 3821–22.
39. ↑  Silk, Joseph (2009). Horizons of Cosmology. Templeton Pressr. p. 208.
40. ↑  Singh, Simon (2005). Big Bang: The Origin of the Universe. Harper Perennial. p. 560.
41. ↑  C. Sivaram (1986). "Evolution of the Universe through the Planck epoch". Astrophysics and Space Science. 125 (1): 189–99.
42. ↑  Johnson, Jennifer A. (February 2019). "Populating the periodic table: Nucleosynthesis of the elements". Science. 363 (6426): 474–478.
43. 1 2  Durrer, Ruth (2008). The Cosmic Microwave Background. Cambridge University Press.
44. 1 2  Steane, Andrew M. (2021). Relativity Made Relatively Easy, Volume 2: General Relativity and Cosmology. Oxford University Press.
45. ↑  Larson, Richard B. & Bromm, Volker (March 2002). "The First Stars in the Universe". Scientific American.
46. ↑  Ryden, Barbara, "Introduction to Cosmology", 2006, eqn. 6.33 이 시대에는 암흑 에너지로 인해 우주의 팽창이 가속화되고 있다.
47. 1 2 3  Urone, Paul Peter; et al. (2022). College Physics 2e. OpenStax.
48. ↑  "Antimatter". Particle Physics and Astronomy Research Council. October 28, 2003.
49. ↑  Smorra C.; et al. (October 20, 2017). "A parts-per-billion measurement of the antiproton magnetic moment" (PDF). Nature. 550 (7676): 371–74.
50. ↑  Landau & Lifshitz (1975, p. 361): "폐쇄된 공간에서는 총 전하가 0이어야 한다는 것이 흥미롭다. 즉, 유한한 공간의 모든 닫힌 표면은 공간의 각 면에 유한한 영역을 둘러싸고 있다. 따라서 이 표면을 통과하는 전기장의 선속은 한편으로는 표면 내부에 위치한 총 전하와 같고, 다른 한편으로는 반대 부호를 가진 외부 총 전하와 같다. 결과적으로, 표면 양쪽의 전하 합계는 0이다."
51. ↑  Kaku, Michio (March 11, 2008). Physics of the Impossible: A Scientific Exploration into the World of Phasers, Force Fields, Teleportation, and Time Travel. Knopf Doubleday Publishing Group. pp. 202–.
52. 1 2  Bars, Itzhak; Terning, John (October 19, 2018). Extra Dimensions in Space and Time. Springer. pp. 27–.
53. ↑  Crockett, Christopher (February 20, 2013). "What is a light-year?". EarthSky.
54. 1 2  Rindler, p. 196
55. ↑  Christian, Eric; Samar, Safi-Harb. "How large is the Milky Way?". Archived from the original on February 2, 1999.
56. ↑  Hall, Shannon (May 4, 2015). "Size of the Milky Way Upgraded, Solving Galaxy Puzzle". Space.com.
57. ↑  I. Ribas; C. Jordi; F. Vilardell; E.L. Fitzpatrick; R.W. Hilditch; F. Edward Guinan (2005). "First Determination of the Distance and Fundamental Properties of an Eclipsing Binary in the Andromeda Galaxy". Astrophysical Journal. 635 (1): L37–L40. arXiv:astro-ph/0511045.
McConnachie, A.W.; Irwin, M.J.; Ferguson, A.M.N.; Ibata, R.A.; Lewis, G.F.; Tanvir, N. (2005). "Distances and metallicities for 17 Local Group galaxies". Monthly Notices of the Royal Astronomical Society. 356 (4): 979–97. arXiv:astro-ph/0410489.
58. ↑  "How can space travel faster than the speed of light?". Vannesa Janek. Universe Today. February 20, 2015.
59. ↑  "Is faster-than-light travel or communication possible? Section: Expansion of the Universe"]. Philip Gibbs. 1997.
60. ↑  M. Vardanyan, R. Trotta, J. Silk (January 28, 2011). "Applications of Bayesian model averaging to the curvature and size of the Universe". Monthly Notices of the Royal Astronomical Society: Letters. 413 (1): L91–L95. arXiv:1101.5476.
61. ↑  Schreiber, Urs (June 6, 2008). "Urban Myths in Contemporary Cosmology". The n-Category Café. University of Texas Austin]]
62. ↑  Don N. Page (2007). "Susskind's Challenge to the Hartle-Hawking No-Boundary Proposal and Possible Resolutions". Journal of Cosmology and Astroparticle Physics. 2007 (1): 004. arXiv:hep-th/0610199.
63. ↑  Berardelli, Phil (March 25, 2010). "Galaxy Collisions Give Birth to Quasars". Science News.
64. ↑  Riess, Adam G.; Filippenko; Challis; Clocchiatti; Diercks; Garnavich; Gilliland; Hogan; Jha; Kirshner; Leibundgut; Phillips; Reiss; Schmidt; Schommer; Smith; Spyromilio; Stubbs; Suntzeff; Tonry (1998). "Observational evidence from supernovae for an accelerating universe and a cosmological constant". Astronomical Journal. 116 (3): 1009–38. arXiv:astro-ph/9805201.
65. ↑  Perlmutter, S.; Aldering; Goldhaber; Knop; Nugent; Castro; Deustua; Fabbro; Goobar; Groom; Hook; Kim; Kim; Lee; Nunes; Pain; Pennypacker; Quimby; Lidman; Ellis; Irwin; McMahon; Ruiz‐Lapuente; Walton; Schaefer; Boyle; Filippenko; Matheson; Fruchter; et al. (1999). "Measurements of Omega and Lambda from 42 high redshift supernovae". Astrophysical Journal. 517 (2): 565–86. arXiv:astro-ph/9812133.
66. ↑  Serway, Raymond A.; Moses, Clement J.; Moyer, Curt A. (2004). ‘“Modern Physics’‘. Cengage Learning. p. 21.
67. ↑  Fraknoi, Andrew; et al. (2022). Astronomy 2e. OpenStax. p. 1017.
68. ↑  Overbye, Dennis (October 11, 2003). "A 'Cosmic Jerk' That Reversed the Universe". New York Times.
69. ↑  Schutz, Bernard (2009). A First Course in General Relativity (2nd ed.). Cambridge University Press. pp. 142, 171.
70. 1 2 3  Mermin, N. David (2021) [2005]. It's About Time: Understanding Einstein's Relativity (Princeton Science Library paperback ed.). Princeton University Press.
71. ↑  Brill, Dieter; Jacobsen, Ted (2006). "Spacetime and Euclidean geometry". General Relativity and Gravitation. 38 (4): 643–651. arXiv:gr-qc/0407022.
72. ↑  Wheeler, John Archibald (2010). Geons, Black Holes, and Quantum Foam: A Life in Physics. W. W. Norton & Company.
73. ↑  Kersting, Magdalena (May 2019). "Free fall in curved spacetime – how to visualise gravity in general relativity". Physics Education. 54 (3): 035008.
74. ↑  Goldstein, Herbert; Poole, Charles P.; Safko, John L. (2002). Classical Mechanics (3rd ed.). San Francisco: Addison Wesley.
75. ↑  Goodstein, Judith R. (2018). Einstein's Italian Mathematicians: Ricci, Levi-Civita, and the Birth of General Relativity. Providence, Rhode Island: American Mathematical Society. p. 143.
76. ↑  Choquet-Bruhat, Yvonne (2009). General Relativity and the Einstein Equations. Oxford: Oxford University Press.
77. ↑  Prescod-Weinstein, Chanda (2021). The Disordered Cosmos: A Journey into Dark Matter, Spacetime, and Dreams Deferred. New York, NY: Bold Type Books.
78. ↑  WMAP Mission: Results – Age of the Universe Archived February 25, 2007, at the Wayback Machine. Map.gsfc.nasa.gov.
79. 1 2  Luminet, Jean-Pierre; Weeks, Jeffrey R.; Riazuelo, Alain; Lehoucq, Roland; Uzan, Jean-Philippe (October 9, 2003). "Dodecahedral space topology as an explanation for weak wide-angle temperature correlations in the cosmic microwave background". Nature (Submitted manuscript). 425 (6958): 593–95. arXiv:astro-ph/0310253.
80. ↑  Luminet, Jean-Pierre; Roukema, Boudewijn F. (1999). "Topology of the Universe: Theory and Observations". Proceedings of Cosmology School held at Cargese, Corsica, August 1998. arXiv:astro-ph/9901364.
81. ↑  Edward Robert Harrison (2000). Cosmology: the science of the universe. Cambridge University Press. pp. 447–.
82. ↑  Liddle, Andrew R.; David Hilary Lyth (April 13, 2000). Cosmological inflation and large-scale structure. Cambridge University Press. pp. 24–.
83. ↑  "What is the Ultimate Fate of the Universe?". National Aeronautics and Space Administration. NASA. Archived from the original on December 22, 2021.
84. ↑  Will the Universe expand forever? Archived March 9, 2008, at the Wayback Machine, WMAP website at NASA.
85. ↑  Roukema, Boudewijn; Buliński, Zbigniew; Szaniewska, Agnieszka; Gaudin, Nicolas E. (2008). "A test of the Poincare dodecahedral space topology hypothesis with the WMAP CMB data". Astronomy and Astrophysics. 482 (3): 747–53. arXiv:0801.0006.
86. ↑  Aurich, Ralf; Lustig, S.; Steiner, F.; Then, H. (2004). "Hyperbolic Universes with a Horned Topology and the CMB Anisotropy". Classical and Quantum Gravity. 21 (21): 4901–26. arXiv:astro-ph/0403597.
87. ↑  Planck Collaboration (2014). "Planck 2013 results. XVI. Cosmological parameters". Astronomy & Astrophysics. 571: A16. arXiv:1303.5076.
88. ↑  "Planck reveals 'almost perfect' universe". Michael Banks. Physics World. March 21, 2013.
89. ↑  Friederich, Simon (November 12, 2021). "Fine-Tuning". The Stanford Encyclopedia of Philosophy. Center for the Study of Language and Information (CSLI), Stanford University.
90. ↑  Isaak, Mark, ed. (2005). "CI301: The Anthropic Principle". Index to Creationist Claims. TalkOrigins Archive.
91. ↑  Fritzsche, Hellmut. "electromagnetic radiation | physics". Encyclopædia Britannica. p. 1. Archived from the original on August 31, 2015.
92. ↑  "Physics 7:Relativity, SpaceTime and Cosmology" (PDF). Physics 7:Relativity, SpaceTime and Cosmology. University of California Riverside. Archived from the original (PDF) on September 5, 2015.
93. ↑  "Physics – for the 21st Century". www.learner.org. Harvard-Smithsonian Center for Astrophysics Annenberg Learner. Archived from the original on September 7, 2015.
94. ↑  "Dark matter – A history shapes by dark force". Timothy Ferris. National Geographic. 2015.
95. ↑  Redd, SPACE.com, Nola Taylor. "It's Official: The Universe Is Dying Slowly". Scientific American. Archived from the original on August 12, 2015.
96. ↑  Parr, Will; et al. "RIP Universe – Your Time Is Coming… Slowly | Video". Space.com. Archived from the original on August 13, 2015.
97. 1 2  Sean Carroll, Ph.D., Caltech, 2007, The Teaching Company, Dark Matter, Dark Energy: The Dark Side of the Universe, Guidebook Part 2 p. 46, "...dark matter: An invisible, essentially collisionless component of matter that makes up about 25 percent of the energy density of the universe... it's a different kind of particle... something not yet observed in the laboratory..."
98. 1 2  Peebles, P.J. E. & Ratra, Bharat (2003). "The cosmological constant and dark energy". Reviews of Modern Physics. 75 (2): 559–606. arXiv:astro-ph/0207347.
99. ↑  "Content of the Universe – WMAP 9yr Pie Chart". wmap.gsfc.nasa.gov. Archived from the original on September 5, 2015.
100. ↑  Mandolesi, N.; Calzolari, P.; Cortiglioni, S.; Delpino, F.; Sironi, G.; Inzani, P.; Deamici, G.; Solheim, J.-E.; Berger, L.; Partridge, R.B.; Martenis, P.L.; Sangree, C.H.; Harvey, R.C. (1986). "Large-scale homogeneity of the universe measured by the microwave background". Nature. 319 (6056): 751–53. bibcode:1986Natur.319..751M.
101. ↑  "New Horizons spacecraft answers the question: How dark is space?". phys.org. Archived from the original on January 15, 2021.
102. ↑  Howell, Elizabeth (March 20, 2018). "How Many Galaxies Are There?". Space.com. Archived from the original on February 28, 2021.
103. ↑  Staff (2019). "How Many Stars Are There In The Universe?". European Space Agency. Archived from the original on September 23, 2019.
104. ↑  Marov, Mikhail Ya. (2015). "The Structure of the Universe". The Fundamentals of Modern Astrophysics. pp. 279–294.
105. ↑  Mackie, Glen (February 1, 2002). "To see the Universe in a Grain of Taranaki Sand". Centre for Astrophysics and Supercomputing.
106. ↑  "Unveiling the Secret of a Virgo Dwarf Galaxy" 보관됨 2015-07-13 - 웨이백 머신. European Southern Observatory Press Release. ESO: 12. May 3, 2000.
107. ↑  "Hubble's Largest Galaxy Portrait Offers a New High-Definition View". NASA. February 28, 2006.
108. ↑  Gibney, Elizabeth (September 3, 2014). "Earth's new address: 'Solar System, Milky Way, Laniakea'". Nature. doi:10.1038/nature.2014.15819.
109. ↑  "Local Group". Fraser Cain. Universe Today. May 4, 2009.
110. ↑  Devlin, Hannah; Correspondent, Science (April 20, 2015). "Astronomers discover largest known structure in the universe is ... a big hole". The Guardian.
111. ↑  Rindler, p. 202.
112. ↑  Liddle, Andrew (2003). An Introduction to Modern Cosmology (2nd ed.). John Wiley & Sons. p. 2.
113. ↑  Livio, Mario (2001). The Accelerating Universe: Infinite Expansion, the Cosmological Constant, and the Beauty of the Cosmos. John Wiley and Sons. p. 53.
114. ↑  Peebles, P.J.E. & Ratra, Bharat (2003). "The cosmological constant and dark energy". Reviews of Modern Physics. 75 (2): 559–606. arXiv:astro-ph/0207347.
115. ↑  Steinhardt, Paul J.; Turok, Neil (2006). "Why the cosmological constant is small and positive". Science. 312 (5777): 1180–83. arXiv:astro-ph/0605173.
116. ↑  "Dark Energy". Hyperphysics. Archived from the original on May 27, 2013.
117. ↑  Carroll, Sean (2001). "The cosmological constant". Living Reviews in Relativity. 4 (1): 1. arXiv:astro-ph/0004075.
118. ↑  "Planck captures portrait of the young universe, revealing earliest light". University of Cambridge. March 21, 2013.
119. ↑  P. Davies (1992). The New Physics: A Synthesis. Cambridge University Press. p. 1.
120. ↑  Persic, Massimo; Salucci, Paolo (September 1, 1992). "The baryon content of the universe". Monthly Notices of the Royal Astronomical Society. 258 (1): 14P–18P. arXiv:astro-ph/0502178.
121. ↑  Shull, J. Michael; Smith, Britton D.; Danforth, Charles W. (November 1, 2012). "The Baryon Census in a Multiphase Intergalactic Medium: 30% of the Baryons May Still Be Missing". The Astrophysical Journal. 759 (1): 23. "은하 조사에 따르면 은하, 그룹, 은하단과 같은 붕괴된 물체에서 이러한 중입자의 ~10%가 발견되었다 [...] 우주론적 중입자의 나머지 80%~90% 중 약 절반이 low-z [은하간 매체]에서 설명될 수 있다."
122. ↑  Macquart, J.-P.; Prochaska, J. X.; McQuinn, M.; Bannister, K. W.; Bhandari, S.; Day, C. K.; Deller, A. T.; Ekers, R. D.; James, C. W.; Marnoch, L.; Osłowski, S.; Phillips, C.; Ryder, S. D.; Scott, D. R.; Shannon, R. M. (May 28, 2020). "A census of baryons in the Universe from localized fast radio bursts". Nature. 581 (7809): 391–395.
123. ↑  Flowers, Paul; et al. (2019). Chemistry 2e. OpenStax. p. 14.
124. ↑  "The Nobel Prize in Physics 2001". NobelPrize.org.
125. ↑  Cohen-Tannoudji, Claude; Guery-Odelin, David (2011). Advances In Atomic Physics: An Overview. World Scientific. p. 684.
126. ↑  G. 't Hooft (1997). In search of the ultimate building blocks. Cambridge University Press. p. 6
127. ↑  Clayton, Donald D. (1983). Principles of Stellar Evolution and Nucleosynthesis. The University of Chicago Press. pp. 362–435.
128. ↑  Veltman, Martinus (2003). Facts and Mysteries in Elementary Particle Physics. World Scientific.
129. 1 2  Braibant, Sylvie; Giacomelli, Giorgio; Spurio, Maurizio (2012). Particles and Fundamental Interactions: An Introduction to Particle Physics (2nd ed.). Springer. pp. 1–3.
130. ↑  Close, Frank (2012). Particle Physics: A Very Short Introduction. Oxford University Press.
131. ↑  Mann, Adam (August 20, 2022). [https://www.livescience.com/65427-fundamental-elementary-particles.html "What Are Elementary Particles?"}. Live Science.
132. ↑  Zwiebach, Barton (2022). Mastering Quantum Mechanics: Essentials, Theory, and Applications. MIT Press. p. 31.
133. 1 2  R. Oerter (2006). The Theory of Almost Everything: The Standard Model, the Unsung Triumph of Modern Physics (Kindle). Penguin Group. p. 2.
134. ↑  Onyisi, P. (October 23, 2012). "Higgs boson FAQ". University of Texas ATLAS group.
135. ↑  Strassler, M. (October 12, 2012). "The Higgs FAQ 2.0". ProfMattStrassler.com. "[Q] Why do particle physicists care so much about the Higgs particle?
[A] Well, actually, they don't. What they really care about is the Higgs field, because it is so important. [emphasis in original]"
136. ↑  Weinberg, Steven (April 20, 2011). Dreams of a Final Theory: The Scientist's Search for the Ultimate Laws of Nature. Knopf Doubleday Publishing Group.
137. 1 2 3  Allday, Jonathan (2002). Quarks, Leptons and the Big Bang (Second ed.). IOP Publishing.
138. ↑  "Lepton (physics)". Encyclopædia Britannica. Archived from the original on May 11, 2015.
139. ↑  Harari, H. (1977). "Beyond charm". In Balian, R.; Llewellyn-Smith, C.H. (eds.). Weak and Electromagnetic Interactions at High Energy, Les Houches, France, Jul 5 – Aug 14, 1976. Les Houches Summer School Proceedings. Vol. 29. North-Holland. p. 613.
140. ↑  Harari H. (1977). "Three generations of quarks and leptons" (PDF). In E. van Goeler; Weinstein R. (eds.). Proceedings of the XII Rencontre de Moriond. p. 170. SLAC-PUB-1974.
141. ↑  "Experiment confirms famous physics model" (Press release). MIT News Office. April 18, 2007.
142. ↑  "Thermal history of the universe and early growth of density fluctuations" (PDF). Guinevere Kauffmann. Max Planck Institute for Astrophysics. Archived (PDF) from the original on August 21, 2016.
143. ↑  "First few minutes". Eric Chaisson. Harvard Smithsonian Center for Astrophysics. Archived from the original on December 4, 2013.
144. ↑  "Timeline of the Big Bang". The physics of the Universe. Archived from the original on March 30, 2020. Retrieved January 6, 2016.
145. 1 2 3 4  Zeilik, Michael; Gregory, Stephen A. (1998). "25-2". Introductory Astronomy & Astrophysics (4th ed.). Saunders College Publishing.
146. ↑  Raine & Thomas (2001, p. 12)
147. ↑  Raine & Thomas (2001, p. 66)
148. ↑  Friedmann A. (1922). "Über die Krümmung des Raumes" (PDF). Zeitschrift für Physik. 10 (1): 377–86. Bibcode:1922ZPhy...10..377F.
149. ↑  Raine & Thomas (2001, pp. 122–23)
150. 1 2  Raine & Thomas (2001, p. 70)
151. ↑  Raine & Thomas (2001, p. 84)
152. ↑  Raine & Thomas (2001, pp. 88. 110–13)
153. ↑  Munitz MK (1959). "One Universe or Many?". Journal of the History of Ideas. 12 (2): 231–55. doi:10.2307/2707516.
154. ↑  inde A. (1986). "Eternal chaotic inflation". Mod. Phys. Lett. A. 1 (2): 81–85.
Linde A. (1986). "Eternally existing self-reproducing chaotic inflationary Universe" (PDF). Phys. Lett. B. 175 (4): 395–400.
155. ↑  Everett, Hugh (1957). "Relative State Formulation of Quantum Mechanics". Reviews of Modern Physics. 29 (3): 454–62.
156. ↑  Ball, Philip (February 17, 2015). "Too many worlds". Aeon.co.
157. ↑  Peres, Asher (1995). Quantum Theory: Concepts and Methods. Kluwer Academic Publishers. p. 374.
158. ↑  Kent, Adrian (February 2015). "Does it Make Sense to Speak of Self-Locating Uncertainty in the Universal Wave Function? Remarks on Sebens and Carroll". Foundations of Physics. 45 (2): 211–217. arXiv:1408.1944.
159. ↑  Schlosshauer, Maximilian; Kofler, Johannes; Zeilinger, Anton (August 1, 2013). "A snapshot of foundational attitudes toward quantum mechanics". Studies in History and Philosophy of Science Part B: Studies in History and Philosophy of Modern Physics. 44 (3): 222–230. arXiv:1301.1069.
160. ↑  Mermin, N. David (July 1, 2012). "Commentary: Quantum mechanics: Fixing the shifty split". Physics Today. 65 (7): 8–10.
161. ↑  Cabello, Adán (2017). "Interpretations of quantum theory: A map of madness". In Lombardi, Olimpia; Fortin, Sebastian; Holik, Federico; López, Cristian (eds.). What is Quantum Information?. Cambridge University Press. pp. 138–143. arXiv:1509.04711.
162. ↑  Jaume Garriga, Alexander Vilenkin (2007). "Many Worlds in One". Physical Review D. 64 (4). arXiv:gr-qc/0102010v2.
163. 1 2  Tegmark M. (2003). "Parallel universes. Not just a staple of science fiction, other universes are a direct implication of cosmological observations". Scientific American. 288 (5): 40–51. arXiv:astro-ph/0302131.
164. ↑  Tegmark, Max (2003). "Parallel Universes". Scientific American. 288 (5): 40–51. arXiv:astro-ph/0302131.
165. ↑  Francisco José Soler Gil, Manuel Alfonseca (2013). "About the Infinite Repetition of Histories in Space". Theoria: An International Journal for Theory, History and Foundations of Science. 29 (3): 361. arXiv:1301.5295.
166. ↑  Ellis G. F (2011). "Does the Multiverse Really Exist?". Scientific American. 305 (2): 38–43. Bibcode:2011SciAm.305a..38E.
167. ↑  Moskowitz, Clara (August 12, 2011). "Weird! Our Universe May Be a 'Multiverse,' Scientists Say". livescience.
168. ↑  Gernet, J. (1993–1994). "Space and time: Science and religion in the encounter between China and Europe". Chinese Science. Vol. 11. pp. 93–102.
169. ↑  Blandford R. D. (2015). "A century of general relativity: Astrophysics and cosmology". Science. 347 (6226): 1103–08. Bibcode:2015Sci...347.1103B.
170. ↑  Leeming, David A. (2010). Creation Myths of the World. ABC-CLIO. p. xvii. "일반적으로 '신화'라는 단어는 사실이 아니거나 단지 공상적인 이야기나 믿음을 나타낸다. 민족 또는 민족 신화를 구성하는 이야기는 상식과 경험이 불가능하다고 말하는 인물과 사건을 묘사한다. 그럼에도 불구하고 모든 문화는 그러한 신화를 축하하고 다양한 정도의 문예적 또는 상징적 진실을 신화에 부여한다.(In common usage the word 'myth' refers to narratives or beliefs that are untrue or merely fanciful; the stories that make up national or ethnic mythologies describe characters and events that common sense and experience tell us are impossible. Nevertheless, all cultures celebrate such myths and attribute to them various degrees of literal or symbolic truth.)"
171. ↑  Eliade, Mircea (1964). Myth and Reality (Religious Traditions of the World). Allen & Unwin.
172. ↑  Leonard, Scott A.; McClure, Michael (2004). Myth and Knowing: An Introduction to World Mythology (1st ed.). McGraw-Hill.
173. ↑  (Henry Gravrand, "La civilisation Sereer -Pangool") [in] Universität Frankfurt am Main, Frobenius-Institut, Deutsche Gesellschaft für Kulturmorphologie, Frobenius Gesellschaft, "Paideuma: Mitteilungen zur Kulturkunde, Volumes 43–44", F. Steiner (1997), pp. 144–45,
174. ↑  B. Young, Louise. The Unfinished Universe. Oxford University Press. p. 21.
175. ↑  Graham, Daniel W. (September 3, 2019). "Heraclitus". In Zalta, Edward N. (ed.). Stanford Encyclopedia of Philosophy.
176. ↑  Palmer, John (October 19, 2020). "Parmenides". In Zalta, Edward N. (ed.). Stanford Encyclopedia of Philosophy.
177. ↑  Palmer, John (April 8, 2021). "Zeno of Elea". In Zalta, Edward N. (ed.). Stanford Encyclopedia of Philosophy.
178. ↑  Dowden, Bradley. "Zeno's Paradoxes". Internet Encyclopedia of Philosophy.
179. ↑  Will Durant, Our Oriental Heritage:
"힌두 사상의 두 가지 체계는 물리적 이론이 그리스와 유사하다고 제안한다. 바이셰시카 철학의 창시자인 카나다는 세계가 다양한 요소만큼이나 많은 종류의 원자로 구성되어 있다고 주장했다. 자이나교는 가르침을 통해 데모크리토스에 더욱 근사했다. 카나다는 빛과 열이 같은 물질의 변종이라고 믿었고, 우다야나Udayanaz는 모든 열은 태양에서 나온다고 가르쳤고, 바차스파티Vāchaspati는 뉴턴처럼 빛을 다음과 같이 해석했다. 물질에서 방출되어 눈을 때리는 미세한 입자로 구성되어 있다."
180. ↑  Stcherbatsky, F. Th. (1930, 1962), Buddhist Logic, Volume 1, p. 19, Dover, New York:
"불교도들은 본질적인 물질의 존재를 완전히 부인했다. 움직임은 순간의 그들에게 구성되어 있다. 그것은 스타카토(staccato) 움직임이며, 에너지의 흐름의 순간적인 섬광이다... "모든 것이 덧없다"고... 불교도는 말한다. 왜냐하면 아무것도 없기 때문이다... 두 체계 [[[삼키아 학파|삼키아]]와 후기 인도불교] 존재 분석을 절대적 속성으로 상상되는 가장 세세하고 마지막 요소, 즉 오직 하나의 고유한 속성만을 지닌 사물까지 밀어붙이는 경향을 공유한다. 그것들은 경험적 사물을 구성하는 일종의 원자 또는 원자 내부 에너지인 절대적 성질이라는 의미에서 두 체계 모두에서 "본질quality"('guna-dharma')이라고 불린다. 따라서 두 체계는 실체Substance와 본질 범주의 객관적 실재를 부정하고 그것들을 통합하는 추론의 관계를 부정하는 데 동의한다. 삼키아 철학에는 특성의 분리된 존재가 없다. 우리가 본질이라고 부르는 것은 미묘한 실체의 특정한 표현일 뿐이다. 모든 새로운 본질의 단위에 구나(guna)라고 불리는 물질의 미묘한 양자가 대응하며, 그러나 마묘한 실체적 실체를 나타낸다. 모든 특성이 실체적인... 더 정확하게는 동적인 실체인 초기 불교에도 동일하게 적용되는데, 한편 다르마('본질')이라고도 부른다."
181. ↑  Donald Wayne Viney (1985). "The Cosmological Argument". Charles Hartshorne and the Existence of God. SUNY Press. pp. 65–68.
182. ↑  Pearsall, Judy (1998). The New Oxford Dictionary Of English (1st ed.). Oxford: Clarendon Press. p. 1341.
183. ↑   Edwards, Paul (1967). Encyclopedia of Philosophy. New York: Macmillan. p. 34.
184. ↑  Encyclopedia of Philosophy ed. Paul Edwards. New York: Macmillan and Free Press. 1967. p. 34.
185. ↑  Reid-Bowen, Paul (April 15, 2016). Goddess as Nature: Towards a Philosophical Thealogy. Taylor & Francis. p. 70.
186. ↑  Lindberg, David C. (2007). The beginnings of Western science: the European Scientific tradition in philosophical, religious, and institutional context (2nd ed.). University of Chicago Press. p. 12.
187. ↑  Grant, Edward (2007). "Ancient Egypt to Plato". A History of Natural Philosophy: From the Ancient World to the Nineteenth Century. New York: Cambridge University Press. pp. 1–26.
188. ↑  Horowitz, Wayne (1988). "The Babylonian Map of the World". Iraq. 50: 147–165. doi:10.2307/4200289.
189. ↑  Keel, Othmar (1997). The Symbolism of the Biblical World. Eisenbrauns. pp. 20–22.
190. ↑  Wright, Larry (August 1973). "The astronomy of Eudoxus: Geometry or physics?". Studies in History and Philosophy of Science. 4 (2): 165–172.
191. ↑  Dicati, Renato (2013), "The Ancients' Astronomy", Stamping Through Astronomy, Milano: Springer Milan, pp. 19–55, doi:10.1007/978-88-470-2829-6_2.
192. ↑  Aristotle; Forster, E. S.; Dobson, J. F. (1914). De Mundo. Oxford: The Clarendon Press. p. 2.
193. ↑  Goldstein, Bernard R. (1997). "Saving the phenomena: the background to Ptolemy's planetary theory". Journal for the History of Astronomy. 28 (1): 1–12. Bibcode:1997JHA....28....1G.
194. ↑  Boyer, C. (1968) A History of Mathematics. Wiley, p. 54.
195. ↑  Heath, Thomas (2013). Aristarchus of Samos, the Ancient Copernicus: A History of Greek Astronomy to Aristarchus, Together with Aristarchus's Treatise on the Sizes and Distances of the Sun and Moon. Cambridge University Press. p. 302.
196. ↑  Kolkata, James J. (2015). Elementary Cosmology: From Aristotle's Universe to the Big Bang and Beyond. IOP Publishing. doi:10.1088/978-1-6817-4100-0ch4.
197. ↑  Neugebauer, Otto E. (1945). "The History of Ancient Astronomy Problems and Methods". Journal of Near Eastern Studies. 4 (1): 166–173. doi:10.1086/370729.
198. ↑  Sarton, George (1955). "Chaldaean Astronomy of the Last Three Centuries B. C". Journal of the American Oriental Society. 75 (3): 166–73 (169). doi:10.2307/595168. "태양중심적 천문학은 사모스의 아리스타르코스가 발명했으며 1세기 후 바빌론의 셀레우코스가 이를 옹호했다."
199. ↑  William P. D. Wightman (1951, 1953), The Growth of Scientific Ideas, Yale University Press p. 38, where Wightman calls him Seleukos the Chaldean.
200. ↑  Lucio Russo, Flussi e riflussi, Feltrinelli, Milano, 2003
201. ↑  Bartel (1987, p. 527)
202. ↑  Bartel (1987, pp. 527-29)
203. ↑  Bartel (1987, pp. 534-7)
204. ↑  Nasr, Seyyed H. (1993) [1964]. An Introduction to Islamic Cosmological Doctrines (2nd ed.). 1st edition by Harvard University Press, 2nd edition by State University of New York Press. pp. 135–36.
205. ↑  Frautschi, Steven C.; Olenick, Richard P.; Apostol, Tom M.; Goodstein, David L. (2007). The Mechanical Universe: Mechanics and Heat (Advanced ed.). Cambridge [Cambridgeshire]: Cambridge University Press. p. 58.
206. ↑  Misner, Thorne and Wheeler, p. 754.
207. ↑  Ālī, Ema Ākabara. Science in the Quran. Vol. 1. Malik Library. p. 218.
208. ↑  Ragep, F. Jamil (2001), "Tusi and Copernicus: The Earth's Motion in Context", Science in Context, 14 (1–2): 145–63, doi:10.1017/s0269889701000060
209. 1 2  Misner, Thorne and Wheeler, pp. 755–56.
210. 1 2  Misner, Thorne and Wheeler, p. 756.
211. ↑  de Cheseaux JPL (1744). Traité de la Comète. Lausanne. pp. 223ff.. Reprinted as Appendix II in Dickson FP (1969). The Bowl of Night: The Physical Universe and Scientific Thought. Cambridge, MA: M.I.T. Press.
212. ↑  Olbers HWM (1826). "Unknown title". Bode's Jahrbuch. 111.. Reprinted as Appendix I in Dickson FP (1969). The Bowl of Night: The Physical Universe and Scientific Thought. Cambridge, MA: M.I.T. Press.
213. ↑  Jeans, J. H. (1902). "The Stability of a Spherical Nebula". Philosophical Transactions of the Royal Society A. 199 (312–320): 1–53.
214. ↑  Misner, Thorne and Wheeler, p. 757.
215. ↑  Jones, Kenneth Glyn (February 1971). "The Observational Basis for Kant's Cosmogony: A Critical Analysis". Journal for the History of Astronomy. 2 (1): 29–34. Bibcode:1971JHA.....2...29J.
216. ↑  Smith, Robert W. (February 2008). "Beyond the Galaxy: The Development of Extragalactic Astronomy 1885–1965, Part 1". Journal for the History of Astronomy. 39 (1): 91–119. Bibcode:2008JHA....39...91S.
217. ↑  Sharov, Aleksandr Sergeevich; Novikov, Igor Dmitrievich (1993). Edwin Hubble, the discoverer of the big bang universe. Cambridge University Press. p. 34.
218. ↑  Einstein, A (1917). "Kosmologische Betrachtungen zur allgemeinen Relativitätstheorie". Preussische Akademie der Wissenschaften, Sitzungsberichte. 1917. (part 1): 142–52.

## 참고 문헌
- Bartel, Leendert van der Waerden (1987). "The Heliocentric System in Greek, Persian and Hindu Astronomy". Annals of the New York Academy of Sciences. 500 (1): 525–45. Bibcode:1987NYASA.500..525V.
- Landau L, Lifshitz E (1975). The Classical Theory of Fields (Course of Theoretical Physics). Vol. 2 (revised 4th English ed.). New York: Pergamon Press. pp. 358–97.
- Liddell, H. G. & Scott, R. (1968). A Greek-English Lexicon. Oxford University Press.
- Misner; C.W.; Thorne; Kip; Wheeler; J.A. (1973). Gravitation. San Francisco: W. H. Freeman. pp. 703–816.
- Raine, D. J.; Thomas, E. G. (2001). An Introduction to the Science of Cosmology. Institute of Physics Publishing.
- Rindler, W. (1977). Essential Relativity: Special, General, and Cosmological. New York: Springer Verlag. pp. 193–244.
- Rees, Martin, ed. (2012). Smithsonian Universe (2nd ed.). London: Dorling Kindersley.